# Langolen
Cet article possède un paronyme, voir Llangollen.
Langolen [lɑ̃gɔlɛ̃], située dans la vallée de l'Odet, est une commune du département du Finistère, dans la région Bretagne, en France.

## Géographie
La commune fait partie du Pays Glazik.

### Situation
Langolen est situé à l'est-nord-est de Quimper et au sud du massif des montagnes Noires, la commune a une superficie de 16,9 km2 ; le finage communal se présente comme un plan incliné vers le sud, les altitudes variant de 206 mètres près de Ménez Braz à 70 mètres (à l'extrême sud-ouest de la commune, dans la vallée de l'Odet au sud de Kergariou), le bourg, en position relativement centrale, se situant vers 140 mètres d'altitude. Le relief est dans le détail très vallonné, en raison des vallées assez encaissées formées par le réseau hydrographique composé principalement de l'Odet, qui longe la limite sud du territoire communal et de plusieurs de ses affluents de rive droite : le ruisseau Ar Guip qui limite la commune à son extrême-est, le ruisseau du Pont-Neuf, qui forme lui aussi sur une partie de son cours la limite orientale de la commune et l'affluent du ruisseau de Langelin qui alimente l'étang de Trohanet, à l'ouest du finage communal. Ces ruisseaux ont par le passé alimenté en eau plusieurs moulins comme le moulin de l'Abbé, le moulin de Kerguz, le moulin de Kernévez pour le ruisseau du Pont-Neuf (et le moulin de La Motte pour un des affluents) et le moulin du Stang pour l'Odet lui-même.
| - Carte topographique de la commune de Langolen. |

| Briec    | Edern, Montagnes noires | Trégourez |
| Briec    | Langolen                | Coray     |
| Landudal | Coray, Elliant, Odet    | Coray     |

Langolen a su conserver son paysage bocager et présente un habitat dispersé en de nombreux hameaux qui parsèment le territoire communal. La commune est à l'écart des grandes voies de communication, desservie principalement par les deux routes départementales n° 50 allant d'Edern à Coray, et 51, qui débute au carrefour de Saint-André en Ergué-Gabéric (quand on vient de Quimper par la route départementale n° 15) et se dirige vers Trégourez, les deux routes ne se croisant pas dans le bourg, mais à Croaz Hent.

### Géologie
Le sous-sol de Langolen est composé dans la partie orientale de la commune de schistes briovériens ; un affleurement de quartz, visible principalement entre Kermadoret et Kerléonec, marque le contact avec le massif de Langolen situé au nord de la commune et composé de granite à mica noir dominant (en particulier près de la carrière de Toull Sabl), de granulite riche en mica blanc (exploité par plusieurs carrières (Kerpanz, Le Lochou, Mesmeur, Kerspern, etc. au nord-ouest de la commune), de diorite quartzique à sphène dans la région du hameau de La Motte (partie nord de la commune)

### Hydrographie
Pour un article plus général, voir Réseau hydrographique du Finistère.
La commune est située dans le bassin Loire-Bretagne. Elle est drainée par l'Odet, le ruisseau ar Guip, le ruisseau du Pont neuf, le ruisseau de langelin et divers autres petits cours d'eau,.
L'Odet, d'une longueur de 63 km, prend sa source dans la commune de Saint-Goazec et se jette  dans l'anse de Bénodet entre les communes de Combrit et de Bénodet, après avoir traversé onze communes. 

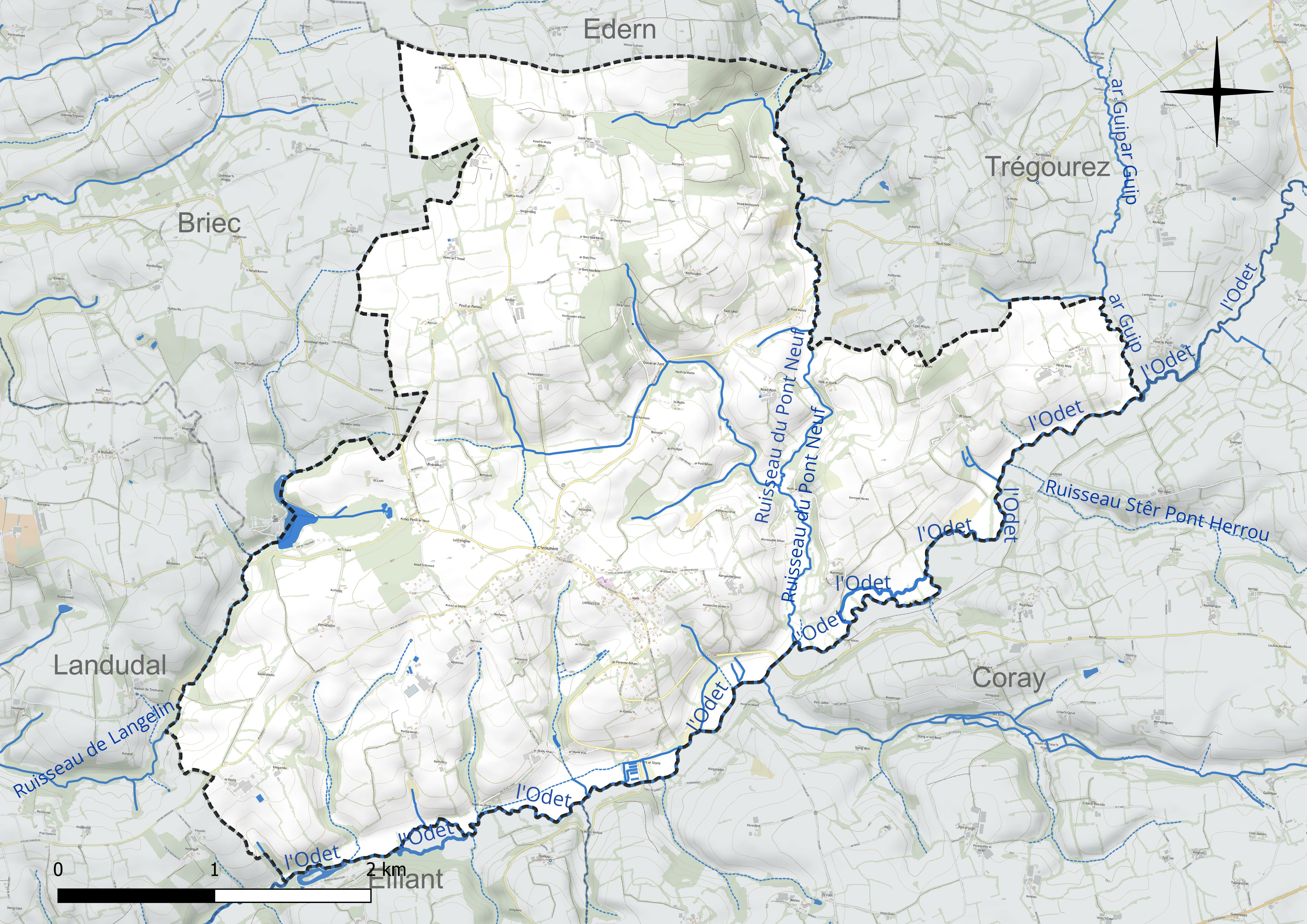
Réseau hydrographique de Langolen.

### Climat
Pour des articles plus généraux, voir Climat de la Bretagne et Climat du Finistère.
En 2010, le climat de la commune est de type climat océanique franc, selon une étude du CNRS s'appuyant sur une série de données couvrant la période 1971-2000. En 2020, Météo-France publie une typologie des climats de la France métropolitaine dans laquelle la commune est exposée à un climat océanique et est dans la région climatique  Bretagne orientale et méridionale, Pays nantais, Vendée, caractérisée par une faible pluviométrie en été et une bonne insolation. Parallèlement l'observatoire de l'environnement en Bretagne publie en 2020 un zonage climatique de la région Bretagne, s'appuyant sur des données de Météo-France de 2009. La commune est, selon ce zonage, dans la zone « Monts d'Arrée », avec des hivers froids, peu de chaleurs et de fortes pluies.  
Pour la période 1971-2000, la température annuelle moyenne est de 11,3 °C, avec  une amplitude thermique annuelle de 11 °C. Le cumul annuel moyen de précipitations est de 1 147 mm, avec 15,5 jours de précipitations en janvier et 8,7 jours en juillet. Pour la période 1991-2020, la température moyenne annuelle observée sur la station météorologique la plus proche, située sur la commune de Coray à 6 km à vol d'oiseau, est de 11,3 °C et le cumul annuel moyen de précipitations est de 1 423,1 mm,. Pour l'avenir, les paramètres climatiques de la commune estimés pour 2050 selon différents scénarios d'émission de gaz à effet de serre sont consultables sur un site dédié publié par Météo-France en novembre 2022.

## Urbanisme

### Typologie
Au 1er janvier 2024, Langolen est catégorisée commune rurale à habitat dispersé, selon la nouvelle grille communale de densité à 7 niveaux définie par l'Insee en 2022.
Elle est située hors unité urbaine. Par ailleurs la commune fait partie de l'aire d'attraction de Quimper, dont elle est une commune de la couronne,. Cette aire, qui regroupe 58 communes, est catégorisée dans les aires de 200 000 à moins de 700 000 habitants,.

### Occupation des sols
L'occupation des sols de la commune, telle qu'elle ressort de la base de données européenne d'occupation biophysique des sols Corine Land Cover (CLC), est marquée par l'importance des territoires agricoles (93,3 % en 2018), une proportion sensiblement équivalente à celle de 1990 (93,9 %). La répartition détaillée en 2018 est la suivante : 
zones agricoles hétérogènes (45,1 %), terres arables (33,6 %), prairies (14,6 %), zones urbanisées (4 %), forêts (2,7 %). L'évolution de l'occupation des sols de la commune et de ses infrastructures peut être observée sur les différentes représentations cartographiques du territoire : la carte de Cassini (XVIIIe siècle), la carte d'état-major (1820-1866) et les cartes ou photos aériennes de l'IGN pour la période actuelle (1950 à aujourd'hui).

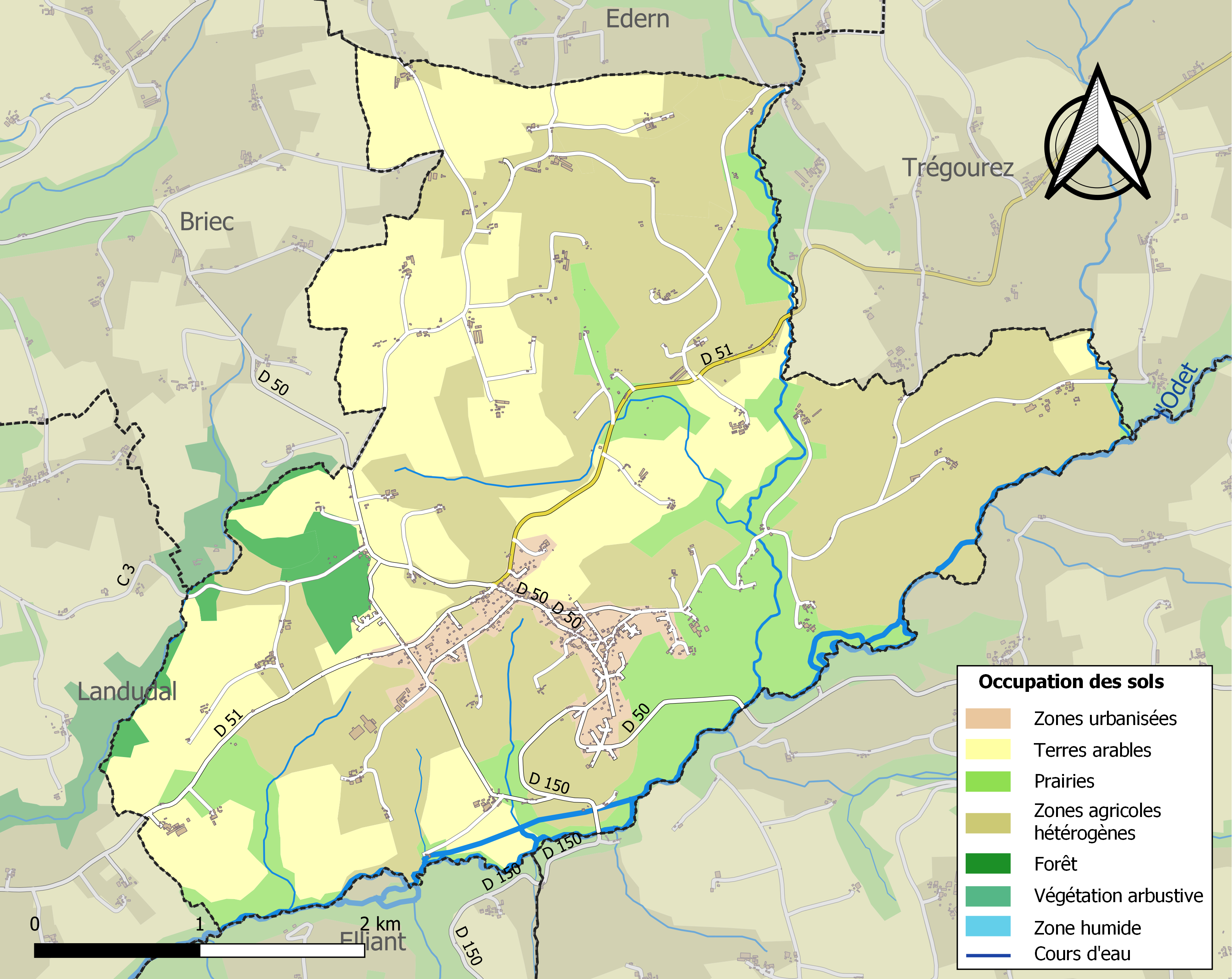
Carte des infrastructures et de l'occupation des sols de la commune en 2018 (CLC).

## Toponymie
Le nom de la localité est attesté sous la forme Langolen dès 1426.
Langolen signifie le « lan de Collen », c'est-à-dire l'ermitage de Collen (Colen ou Kolen), saint gallois, évêque de Kildare en Irlande au VIIe siècle, qui a donné son nom également à la localité de Llangollen, située dans le comté du Denbighshire au Pays de Galles.

## Histoire

### Préhistoire
Un menhir datant du néolithique se trouve à Stang Lévénez.

### origines
La vie de saint Collen a fait l'objet d'une Vita rédigée en gallois au XVIe siècle dont le récit est probablement plus proche de la légende que de la réalité historique.
Il est probable qu'une immigration galloise se soit produite dans la région entre le IVe siècle et le VIIe siècle, comme le laisse penser les noms de deux communes voisines de Langolen, Elliant et Tourch, qui rappellent les noms de deux localités galloises voisines de Llangollen, Lan-Ellian et Twrch.
La première mention du nom de Langolen se trouve dans un chant du Barzaz Breiz recueilli par Théodore Hersart de La Villemarqué, qui daterait du VIe siècle, qui évoque la peste d'Elliant et dont voici un extrait traduit du breton :
La peste d'Elliant

Entre Langolen et Le Faouët

Habite un saint barde

Qu'on appelle père Raslan

### Moyen Âge

#### Le Haut Moyen-Âge
Selon Arthur de la Borderie, citant le cartulaire de Landévennec, vers le VIe siècle, un moine ou ermite disciple de saint Guénolé « nommé Ratian ou Ratian, à la fois barde et prêtre (...) semble avoir évangélisé toute la région comprise de Langolen au Faouët, et notamment les paroisses de Tourch, de Corai et de Scaër ; il habitait, sur le territoire de cette dernière, un petit monastère appelé de son nom Lan-Ratian [Larragen de nos jours], et avait pour compagnon, au moins pour voisin, le pieux Tanvoud, émule de ses vertus et de ses travaux ».
Disciple de saint Guénolé, saint Ratian aurait protégé Elliant, Tourc'h, Langolen et les localités avoisinantes lors d'une épidémie de peste. Un chant du Barzaz Breiz transcrit par Théodore Hersart de La Villemarqué, mais qui daterait du VIe siècle l'évoque :
La peste d'Elliant

Entre Langolen et Le Faouët

Habite un saint barde

Qu'on appelle Père Raslan

#### La création de la trève de Langolen
Langolen était un simple trève de la paroisse de Briec sous l'Ancien Régime, au même titre que Landudal, Quilinen et Tréflez (désormais en Landrévarzec). Langolen se démarque des autres trèves par des velléités d'indépendance religieuse, l'Odet, franchissable seulement à gué, notamment en période hivernale, de même que certains de ses affluents, ainsi que la distance séparant Langolen de Briec, expliquant cette volonté. En 1492, les Trèviens réclament de ne plus être tenus de fréquenter l'église paroissiale, ce qui explique que l'église tréviale soit dotée d'un clocher imposant entre 1540 et 1560.

« (...) Au dit lieu [Langolen], il y a eu anciennement et par tant de temps que mémoire d'homme n'est du contraire, une belle et grande église treffviale ayant cimetière clos (...) et aultres ornements d'église et choses requises pour célébrer la messe et faire les autres offices et services divins en icelle, et que ledit lieu et treff est distant et séparé de l'église paroissiale de Briziac d'une lieue et demie vulgars et plus (...) La distance du chemin et les mauvais passages qui sont entre les deux et espécialement en temps d'hiver, ne pourraient les dits nommés fréquenter ladite église parochiale. »

Un acte de 1696 évoque aussi la création de la trève de Langolen :

« Les habitants de Langolen sont éloignés de plus de deux grandes lieues de l'église paroissiale de Briec, pourquoi ne pouvant sans beaucoup de péril et de danger dans la saison de passer les rivières et qui les séparent pour aller au Service Divin et pour porter leur enfant recevoir le baptême ; les malades sont aussi en danger de mourir sans Sacrement (...). Il dut être érigée audit Langolin laditte église tréviale il y a plus de trois cents ans. »

En 1694, après un procès qui dura quatre ans, les tréviens de Langolen obtinrent le droit de pas payer leur quote-part pour la construction du clocher de l'église paroissiale de Briec, ce qui confirme leur autonomie par rapport à la paroisse-mère.

#### Les seigneuries de Langolen
Langolen dépendait de la seigneurie de La Roche-Helgomarc'h, dont le siège se trouvait sur un piton rocheux situé à Saint-Thois et qui s'étendait aussi sur Trégourez, Edern, Saint-Thois et une partie de Briec. Les seigneurs de La Roche-Helgomarc'h avaient droit de prééminence dans l'église de Langolen et droit de haute justice sur les Langolinois.
Plusieurs autres seigneuries, de moindre importance, existaient à Langolen : la seigneurie de La Motte Kercos, tenue au XVIIe siècle par la famille de Penancoët ; la seigneurie de Kerautret, possédée au XVIIe siècle par la famille de Plœuc ; la seigneurie du Stang (qui s'étendait aussi sur les terres du Moustoir en Elliant), possédée par la famille de Lezaudévez au XVIe siècle ; la seigneurie de La Villeneuve (Kernevez en breton), propriété de la famille de La Villeneuve, puis successivement des familles du Quélennec, du Disquay, de Saisy de Kerampuil, de Kersauzon et enfin de Montboucher, au fil des mariages et héritages ; la seigneurie de Trohanet enfin, à cheval sur Briec, Langolen et Landudal, dénommée à l'origine Tuoganet, propriété de la famille de Liziart depuis au moins le XIVe siècle, puis de Penguilly au XVIe siècle et de Penancoët à partir de 1630 environ. Cette seigneurie est vendue en 1696 à Joseph-Hyacinthe Tréouret de Kerstrat (1658-1718), auquel succède son fils Joseph-Louis Tréouret de Kerstrat, qui décède en 1754 (c'est lui qui fit reconstruire le château de Trohanet) ; le fils de ce dernier, Jean-Marie Tréouret de Kerstrat, en hérite à son tour. Marié le 8 janvier 1769 à Briec avec Julie du Bot de Grego, décédée en 1784, il fut le dernier seigneur de Trohanet avant la Révolution française pendant laquelle il émigra en Irlande.

### Époque moderne
L'église paroissiale, initialement tréviale, est dédiée à saint Gunthiern, probablement depuis sa reconstruction partielle (la façade et le clocher) entre 1540 et 1560. De l'église antérieure sont conservés le porche nord et probablement les fonts baptismaux. L'existence d'une confrérie de saint Gunthiern à Langolen à cette époque explique sans doute pourquoi l'église reconstruite est alors dédiée à ce saint. Une autre confrérie existait aussi, la confrérie du Rosaire, attestée en 1657.
Trois frairies existaient alors à Langolen : la frairie de Trebursut, dans la partie orientale de la trève ; la frairie de Treffmenez, dans sa partie nord ; la frairie de Pontguénan, dite aussi de Poulganou, dans sa partie sud.
Albert Le Grand évoque en ces termes la construction de la chapelle Saint-Magloire en 1640 :

« L'an 1640 a estée bâtie une belle chapelle en la paroisse de Briziac au diocèse de Cornouaille, en l'honneur de S. Magloire, où Dieu a concédé plusieurs graces par l'intercession de ce Saint aux pèlerins qui y sont venus de la pluspart des Eveschez de Bretagne. »

En 1670, une mission est prêchée à Langolen par le père Maunoir, célèbre prédicateur, accompagné de plusieurs missionnaires. En 1756, les délibérants de Langolen écrivent que l'église menace ruine, et en 1796 qu'elle est « couverte d'ardoises, toute percée à jour dans la couverture ».
Selon les estimations, Langolen aurait eu entre 700 et 750 habitants au début du XVIIIe siècle et presque 1 000 habitants dans la seconde moitié du XVIIIe siècle. Le bourg n'était alors formé que de quelques maisons, l'habitat étant très dispersé (51 hameaux sont recensés sur la carte de Cassini) et plus dense dans la partie nord de la trève que dans sa partie sud.
La quasi-totalité des terres et fermes de Langolen appartenaient sous l'Ancien Régime, juste avant que ne se déclenche la Révolution française, à trois seigneurs : Jean-Baptiste de Kergus de Kerstang, châtelain du Kergus ; à Marie Renée de Kerampuil, marquise de Kersauzon, châtelaine de La Villeneuve ; à Jean-Marie Tréouret de Kerstrat, châtelain de Trohanet. Tous les trois émigrèrent pendant la Révolution française.

### Révolution française
Le 9 avril 1789, les délibérants de Langolen (le marguillier, le notaire et vingt villageois inscrits au rôle des contributions) approuvent par acclamations un modèle-type de cahier de doléances rédigé en fait précédemment par les députés du tiers-état des villes bretonnes, sans rien y changer. Deux langolinois, Yves Boudéhen, du Pérenté, et Nicolas Le Guével, du Leuré, sont élus députés pour représenter Langolen à l'assemblée du tiers-état de la sénéchaussée de Quimper.
Jérôme Cariou, curé de Langolen  en 1790, refusa de prêter serment de fidélité à la Constitution civile du clergé, devenant prêtre réfractaire. Il fut remplacé en avril 1791 par Germain Meunier, prêtre assermenté, mais la majeure partie ds paroissiens soutint Jérôme Cariou, resté caché à Langolen et y célébrant des messes clandestines, par exemple au vieux manoir de Stang Bras, jusqu'à l'été 1792, avant d'être déporté en Espagne. Il revint à Langolen en 1802. Un autre prêtre insermenté, Michel Jacq, curé de Gourin, originaire de Langolen, vint se cacher dans sa paroisse natale avant d'être emprisonné en 1793 au Château du Taureau, puis, lui aussi, déporté.
Langolen fut un haut lieu de la Chouannerie pendant la Révolution française : la famille Tréouret de Kerstrat fit du château de Trohanet un repaire chouan, sous l'impulsion de Celeste de Kerstrat, sœur célibataire de Jean Marie de Kerstrat qui avait émigré emmenant avec lui son fils aîné , Jean Hyacinthe. Céleste de Kerstrat à laquelle son frère avait laissé la garde de ses cinq autres enfants (4 filles et un garçon, Thomas) prétendit que Trohanet lui appartenait et c est ainsi que Trohanet échappa à la confiscation au titre de la loi concernant les biens des émigrés.
Jean-Hyacinthe Tréouret de Kerstrat qui ayant participé au débarquement de Quiberon , réussit à échapper à la nasse mise en place par Hoche  , revient se cacher dans les environs de Trohanet, avec mission de recruter des volontaires pour l Armée royale conduite par le général Puisaye. Trahi par deux soldats républicains qui se sont fait passer pour chouan, il est arrêté , à Trohanet dans la nuit du 7 au 8 vendémiaire an IV (30 septembre 1795), traîné au tribunal criminel de Quimper, puis au tribunal militaire de Brest qui le condamné à mort et où il est fusillé. Sa tante, Céleste Tréouret de Kerstrat, fut également arrêtée à plusieurs reprises pendant la Révolution française en raison de ses activités contre-révolutionnaires, mais à chaque fois libérée sous la pression de la population qui la surnommait " la mère des pauvres" ; soupçonnée par exemple en 1796 de cacher le chef chouan De Bar. Ce dernier, au printemps 1796, tente « de rallier des mécontents du côté de Carhaix et d'étendre l'insurrection dans le Finistère, des racoleurs parcoururent les campagnes de Langolen, Coray, Trégourez, Leuhan, Laz, prenant le nom des déserteurs, des conscrits et même des hommes mariés, et les avertissant, avec des menaces, de se tenir prêts quand on viendrait les réunir ».
En l'an VIII (1799-1800), une résurgence de la chouannerie se produit à Langolen ; un signalement au préfet précise en l'an VIII qu'un « rassemblement de chouans et de brigands se fait à Edern et à Briec ; ils couchent dans les champs environnant le château de Trohanet (...) Cornouaille et Kerstrat en sont les chefs (...). Ils menacent de mort toute personne qui viendrait les découvrir » et rançonnent les paysans des environs. « Langolen est la commune qui a fourni le plus de chauffeurs et de brigands » écrit le 6 prairial an IX (26 mai 1801) le général Bernardin à Fouché, alors ministre de la police. Le maire de l'époque, René Péron, est accusé par un officier de « protéger les brigands » et demande sa révocation, mais le préfet du Finistère intervient en sa faveur, arguant : « Un maire qui n'aurait pas l'air d'être du parti des chouans serait de suite leur victime ». Ce fut d'ailleurs le cas par exemple de Pierre Briand, député de Quimper à l'Assemblée législative, puis juge de paix et administrateur du canton de Briec, marié avec une femme originaire de Langolen, qui, après plusieurs tentatives qui échouent, finit par être assassiné le 17 brumaire an VIII (7 novembre 1799) à Landudal par une bande de chouans dirigés par Michel-Armand de Cornouaille. Certains langolinois rejoignirent la chouannerie comme Vincent Jacq, Yves Le Berre ou Hervé Pennanéach, d'autres furent des révolutionnaires convaincus comme François Le Pétillon, fondateur en l'an II de "La Société populaire et montagnarde de Langolen" ou Jean Le Ster, qui acquit l'église paroissiale et le cimetière. L'épouse de ce dernier, Marie Littré, fut assassinée par des chouans le 5 germinal an IX (26 mars 1801).
Jean Marie de Kerstrat revient habiter Trohanet à son retour d ' émigration en 1804. Lors de la chute de Charles X en 1830, son petit fils, Ludovic, prend bruyamment partie des légitimistes contre les " philippards" (les partisans du roi Louis Philippe dont le père avait voté la mort de Louis XVI). C est Ludovic qui vendra Trohanet au futur Amiral de La Grandiere en 1851.
L' église paroissiale est vendue comme bien national en 1796, ainsi que les chapelles de Saint-Duel et de Saint-Magloire; les biens des seigneurs émigrés sont également vendus comme biens nationaux, les acheteurs étant principalement des bourgeois de Quimper, même si quelques langolinois achètent aussi des terres, certaines étant même rachetées en sous-main au profit de la famille de Kersauzon.
Langolen s illustrera en 1905 lors des inventaires d églises consécutifs à la loi sur la séparation de l'Etat et de l Églises. Son recteur sera condamné à Quimper mais en reviendra porte en triomphe par les langolinois

### LeXIXesiècle

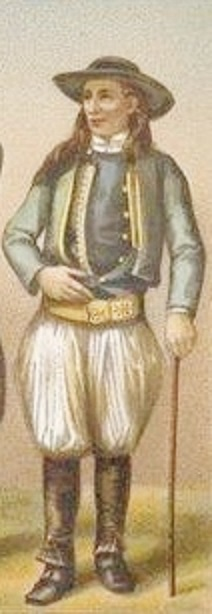
Paysan de Langolen (dessin d'Albert Racinet publié en 1888).

#### Le déclin de la noblesse
Les seigneurs de Kergus ont perdu tous leurs biens à Langolen pendant la Révolution française, vendus comme biens nationaux. La famille de Kersauzon, châtelaine de La Villeneuve, reste propriétaire de onze fermes (247 ha de terres), qui passent aux mains de René-François de Montboucher, époux de Marie-Josèphe de Kersauzon, puis de leurs enfants. Ils demeurent à Rennes et ne fréquentent guère Langolen. Au fil des mariages successifs, La Villeneuve passe aux mains de la famille Hay des Nétumières, puis de la famille Le Cardinal de Kernier, le dernier châtelain de La Villeneuve étant Jacques Le Cardinal de Kernier (1862-1932), qui fut maire du Val d'Izé, député d'Ille-et-Vilaine et membre de l'Action française.
Pendant la première moitié du XIXe siècle, les descendants de la famille Le Tréouret de Kerstrat se désintéressent de Langolen et de leur château de Trohanet, lequel, ruiné, est vendu en 1851 à Pierre-Paul de La Grandière.
Les familles nobles gardèrent toutefois une grande influence politique à Langolen dans la vie municipale pendant la seconde moitié du XIXe siècle et encore pendant l'Entre-deux-guerres.

#### La persistance de l'isolement
Un texte anonyme daté de 1820 décrit ainsi l'isolement de Langolen : « des chemins intransitables (...) pendant deux mois de l'année Langolen ne peut communiquer avec aucune paroisse voisine sans danger, attendu qu'elle est entourée de rivières de toutes parts qui débordent de manière effrayante et qu'on ne peut passer que sur des poutres longues et très élevées ». En 1882 encore, le préfet du Finistère écrit : « Depuis l'origine des temps jusqu'à ce jour, les trois quarts des habitants de la commune ont été astreints pour se rendre aux foires de Coray et Roudouallec à passer l'Odet sur des poutrelles ». Des hommes et des animaux se noyaient régulièrement aux différents ponts rudimentaires ou gués, comme à Pont Quéo, Pont Guennou ou Pont Nevez (près de Saint-Duel).
En 1879, le conseil général du Finistère classe le chemin de grande communication no 50 de Briec à Rosporden par Langolen et Elliant.
Les difficultés de communication ont longtemps persisté : au début de la décennie 1950, la plupart des chemins creux, souvent boueux, menant aux divers hameaux et fermes éparpillés sur le territoire communal étaient encore inaccessibles la plupart du temps à une automobile.

#### Les dégâts et transformations de l'église paroissiale
Entre 1811 et 1821, Langolen n'eut pas de prêtres en raison de la pénurie de membres du clergé à cette époque, le clergé de Briec étant alors chargé de la paroisse.
Vers 1820, un ouragan décapite la flèche du clocher et un autre endommage à nouveau l'église en 1830. À chaque fois, elle est restaurée, la restauration principale étant effectuée par l'architecte diocésain Joseph Bigot en 1843-1844 : l'ossuaire est alors détruit et la maîtresse-vitre démontée ; elle se trouve désormais au musée départemental breton de Quimper.
Le 8 août 1847, jour du pardon à Langolen, une bagarre opposa à la porte d'un cabaret un ivrogne et deux gendarmes. Les marchands ambulants présents, à qui la maréchaussée venait d'interdire d'étaler leurs « jeux de hazard » à la sortie des vêpres, rameutèrent les paroissiens et la procession religieuse se transforma en rixe, la foule criant : « Frappez, frappez les gendarmes" » et il fallut l'intervention de l'adjoint au maire pour les calmer.

#### Un habitant de 28 ans sans état-civil
En 1890, les gendarmes secourent à Langolen un ivrogne dont ils contrôlent l'identité et s'aperçoivent que le dénommé « Allanic », employé à la garde d'un troupeau dans une ferme du hameau de Kerautret où il avait été recueilli, amaigri et déguenillé, en 1862, alors qu'il avait cinq ou six ans, n'avait en fait aucun état civil, et avait entre autres, pour cette raison, échappé jusque-là au service militaire.

#### Les épidémies
En novembre 1900, le journal La Croix indique (à tort) qu'une épidémie de cholérine a éclaté à Langolen, mais le même journal indique quelques semaines plus tard que « l'épidémie de fièvre typhoïde et de dysenterie, qui sévissait dans les communes de Locquénolé, d'Edern et de Langolen est terminée ».

#### Une société paysanne, bretonnante et en majeure partie analphabète
Selon le recensement de 1866, sur les 944 habitants de Langolen à cette date, 719 sont agriculteurs ou membres de familles d'agriculteurs (dont une trentaine de journaliers agricoles). C'est peu après cette date que l'exode rural commence, la population agricole n'étant plus que de 390 personnes en 1970 et 14 en 1988.
Parmi les professions non agricoles, on recense en 1866 six moulins à eau (la meunerie faisant alors vivre 93 personnes), 4 tailleurs, 3 tisserands, des sabotiers, menuisiers, charpentiers, etc. et de nombreux commerces dont 5 cabaretiers. Douze mendiants sont également recensés cette année-là. La congrégation des Filles du Saint-Esprit crée en 1875 un bureau de bienfaisance à Langolen.
En 1855, les cultures du seigle, de l'avoine et du sarrasin occupent chacune 118 ha de terres labourables (la culture du blé est alors inexistante), celle du chanvre 6 ha, celle du lin moins encore et en train de disparaître, la culture des pommes de terre commençant à peine. L'ajonc est cultivé dans les landes qui occupent encore plus d'une centaine d'ha, la jachère et l'écobuage étant encore couramment pratiqués.
Les Langolinois ont longtemps parlé exclusivement le breton, à l'exception des châtelains et de quelques rares personnes comme les instituteurs. Selon une enquête, en 1831, sur 882 habitants, 34 personnes et 6 femmes seulement savent écrire, et uniquement en breton. En 1896, l'inspecteur écrit que sur 145 garçons langolinois d'âge scolaire, 60 ne fréquentent pas l'école (en dépit des lois Jules Ferry), 75 vont à l'école communale et 10 sont placés dans des écoles congréganistes à l'extérieur de la commune. En 1902 encore, « sur 30 enfants de 9-10 ans qui suivent les cours de catéchisme de première communion, un seul, le fils de l'instituteur laïque, est capable d'entendre [comprendre] le catéchisme français ».

#### Les écoles
La première école de garçons de Langolen ouvre à la Croix-Rouge en 1852 ; la maison d'école construite n'a qu'une seule pièce de 26 m² et l'école ne dispose ni d'eau, ni de toilettes. En 1895 79 garçons s'entassent dans cette pièce unique, de plus quasiment en ruine (le pignon ouest s'écroule en 1897 et il pleut dans la salle de classe, mais le conseil municipal refuse de débourser le moindre centime pour l'école laïque. Une école publique de filles a ouvert à proximité mais a très peu d'élèves : deux fillettes seulement sont inscrites à la rentrée 1904. Les deux écoles ont fusionné en école mixte en 1917 et cette école publique a fermé en 1966. Les instituteurs laïques ont longtemps eu le sentiment d'être des parias dans la commune.
En octobre 1874, le conseil général du Finistère accorde une subvention de 3 000 francs à la commune de Langolen « pour la construction d'une maison d'école de filles ». L'école privée de filles, tenue par les Filles du Saint-Esprit, ouvre en 1876 sur un terrain donné par Pierre-Paul de La Grandière et l'école est construite en bonne partie grâce à une donation faite en 1877 par son fils et héritier Augustin-Félix de La Grandière « à condition que l'école sera dirigée à perpétuité par des congréganistes ». En 1880, la commune de Langolen sollicite une aide de 2 191 francs pour l'aider à financer la somme qui reste encore due à l'entrepreneur qui a construit l'école des filles ; « la commune, qui vient de construire un presbytère et de réparer son église paroissiale, ne peut combler le déficit en présence duquel elle se trouve ». Le Conseil général accorde une aide de 1 191 francs. La laïcisation de cette école congréganiste, survenue en 1904 (elle devint alors l'école publique des filles), obligea la commune à rembourser Augustin-Félix de La Grandière en raison du non-respect de la clause particulière de la donation.
En 1897 à Langolen 79 élèves s'entassent dans un local de 27 m² ; « le pignon ouest (...) vient de s'écrouler, le reste [de l'école] ne vaut pas mieux, la cheminée menace de tomber, il pleut dans la classe », il n'y a pas de toilettes. Çà et là, « les portes et fenêtres se disloquent, les murs (...) se lézardent et les plafonds se détachent » écrit un inspecteur en 1902.
Une nouvelle école privée de filles, non tenue cette fois par des religieuses, l'école Saint-Augustin, fonctionna à Langolen dès 1904, construite également aux frais d'Augustin-Félix de La Grandière. Cette école devint mixte en 1963, après la fermeture pour manque d'effectifs de l'école privée de garçons de Saint-René, qui ouvrit en 1930, à l'initiative de l'abbé Bernard et du vicomte d'Espiès.
Les écoles privées eurent une telle influence, en particulier pour les filles, à Langolen que 60 religieuses vivantes originaires de la paroisse étaient dénombrées après la Seconde guerre mondiale et encore 30 en 1992. Par contre, seulement neuf prêtres seulement originaires de la paroisse sont recensés au cours des XIXe siècle et XXe siècle dans le diocèse de Quimper, dont Corentin Grill, auxquels il faut ajouter 5 prêtres missionnaires dont Hervé Legrand.

#### «Blancs» contre «Rouges»
Pendant les deux premiers tiers du XIXe siècle, les maires successifs ont géré leur commune en fabriciens, comme si l'on était encore sous l'Ancien Régime, mêlant politique et religion. Les édiles communaux sont peu instruits (sur les 12 conseillers municipaux élus en 1862, cinq ne savent pas signer leur nom) et la gestion souvent approximative, de leur commune s'en ressent.
À partir de 1878 commencent les premiers affrontements entre « républicains » et « réactionnaires », cette année-là voyant l'élection d'un républicain, Yves Barré, pour la première fois comme maire ; les réactionnaires l'emportent à nouveau en 1892 jusqu'en 1902, le refus par l'équipe municipale de réparer l'école publique des garçons, dont l'insalubrité dépasse l'imagination, symbolise cette crispation. Augustin-Félix de La Grandière, qui ne fut jamais maire de Langolen, mais qui était un membre très influent du conseil municipal, ainsi que conseiller général du canton de Briec, joua alors un rôle important.

### LeXXesiècle
Henry de Robien écrit en 1910 que les communes du canton de Briec, notamment Briec, Landrévarzec, Landudal et Langolen « constituent une zone merveilleuse pour la production du cheval de trait léger, du bidet compact ».

#### Les querelles liées à l'école et à la laïcité
En 1901, le préfet du Finistère met en demeure le conseil municipal de Langolen de voter une somme de 6 525 francs pour l'agrandissement et la rénovation de l'école des garçons, mais le Conseil d'État, saisi par le maire et les conseillers municipaux, donne tort au préfet. En octobre 1902, le maire de Langolen, Mahé, fut révoqué pour avoir participé « à des manifestations contre les décrets de fermeture des écoles » privées catholiques en vertu de la loi de 1901 sur les congrégations religieuses. Le conseil municipal de Langolen démissionna alors « pour protester contre la suspension du maire et la reconstruction de l'école des garçons », le préfet ayant imposé la reconstruction d'office de l'école des garçons qui tombait en ruine. En août 1904, un arrêté du préfet du Finistère laïcise l'école des filles de Langolen.
Le 14 mars 1906, la querelle des inventaires donne lieu à des incidents à Langolen :

« À Langolen (Finistère), des incidents violents se sont produits hier, à l'occasion de l'inventaire. Les habitants, conduits par le clergé, ont opposé une vive résistance. Les catholiques, rassemblés dans l'église, lançaient avec des seringues des produits corrosifs, et frappaient les gendarmes et les soldats avec des bâtons garnis de pointes. Le lieutenant de gendarmerie a été blessé au poignet. On a dû démolir un mur pour entrer dans la sacristie, où le vicaire, M. Piedoye, a été arrêté et conduit à la maison d'arrêt de Quimper. »

Le vicaire fut condamné par le tribunal de Quimper à quinze jours de prison et 100 francs d'amende sans sursis.
En 1912, le maire refusa d'inscrire le bébé des instituteurs laïques sur le registre de l'état-civil de la commune ; il fallut l'intervention du préfet.
En juillet 1914, le préfet du Finistère suspend de ses fonctions le maire de Langolen, Mahé, « parce qu'il ne répond à aucune des instructions qui lui sont adressées, tant dans l'intérêt de sa commune que dans celui de ses administrés, et qu'il apporte une négligence coupable dans l'exercice de ses fonctions ».

#### Les guerres duXXesiècle

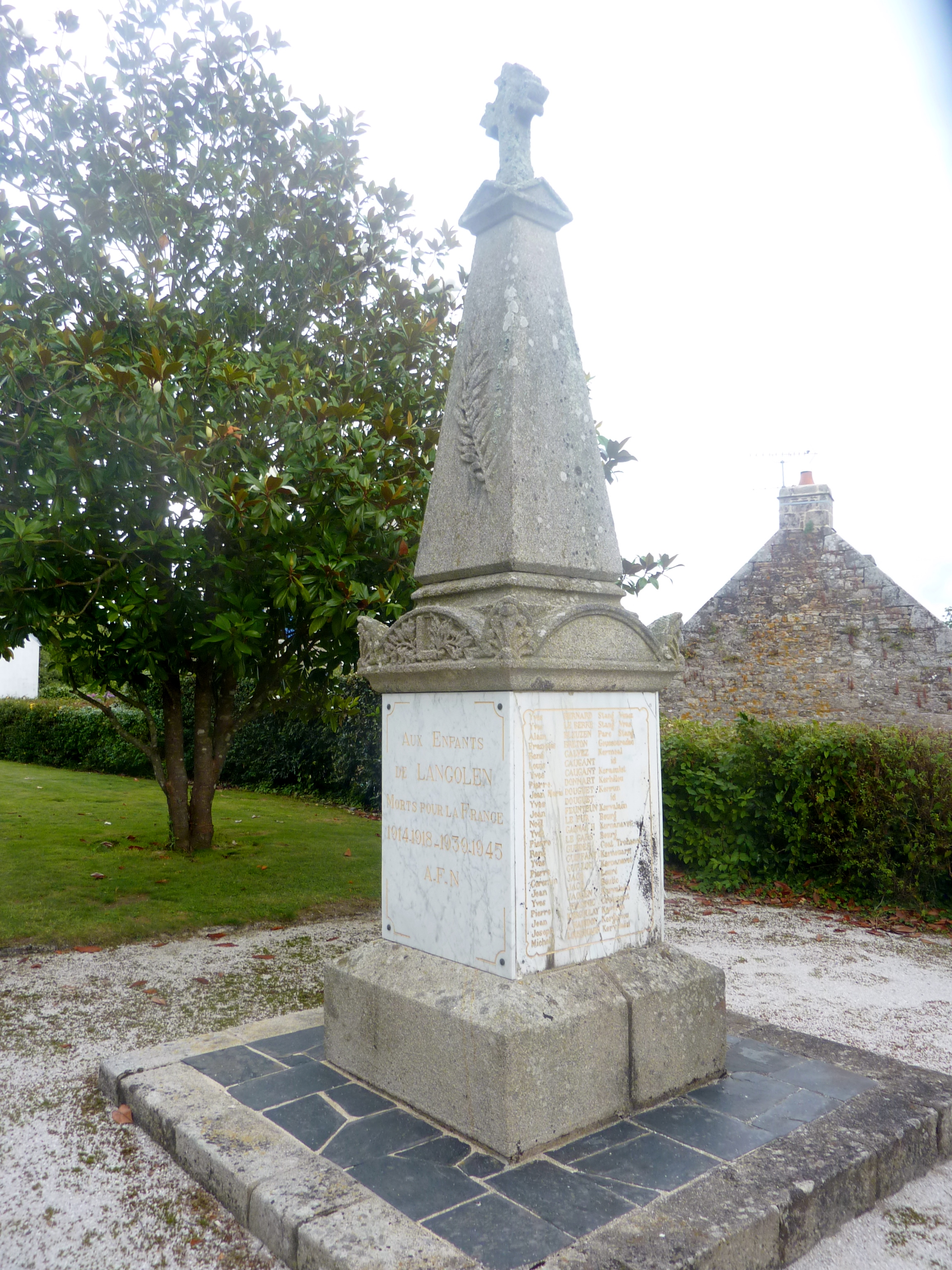
Langolen : le Monument aux morts

D'après les noms inscrits sur le monument aux morts de Langolen, 57 soldats de la commune sont morts pour la France pendant les guerres dont 50 pendant la Première Guerre mondiale, 5 pendant la Seconde Guerre mondiale et deux pendant la guerre d'Algérie dont le lieutenant-colonel François Fernand Marie De La Vallée de Rarecourt de Pimodan.
Parmi les soldats qui se sont distingués pendant la Première guerre mondiale, Jérome Allain, soldat brancardier au 62e régiment d'infanterie, reçut trois citations, dont une à l'ordre de l'armée, la Croix de guerre avec deux étoiles et une palme ainsi que la Médaille militaire

#### L'entre-deux-guerres
Le clivage "Blancs" contre "Rouges" s'est poursuivi pendant l'entre-deux-guerres : en 1919, Jean Bleuzen, républicain, est élu maire au troisième tour de scrutin par six voix contre six, au bénéfice de l'âge, battant le candidat blanc, le vicomte d'Espiès, mais c'est René Coroller, militant rouge et simple conseiller municipal, qui futt l'éminence grise de cette municipalité. Les « Blancs » prennent leur revanche le 19 mai 1925, mais les pressions de dernière minute sur les électeurs et les achats de vote (on a beaucoup servi à boire aux alentours du bureau de vote !) furent nombreux dans les deux camps, ce qui conduisit la préfecture à annuler les élections municipales, ce qui fut confirmé par le Conseil d'État le 11 février 1927. De nouvelles élections municipales durent donc être organisées en mai 1927, les « Blancs » l'emportant à nouveau.
Le 6 mars 1936, Joseph Quintin, 51 ans, père de 11 enfants, du village de Kerautret, meurt enseveli dans une carrière de sable située près du Croissant en Langolen.

#### La Seconde guerre mondiale
Laurent Pennec, né à Valenton le 4 décembre 1921, boulanger à Langolen, membre du groupe Curie au sein des Francs-Tireurs et Partisans, arrêté au Faou le 26 avril 1944, fut fusillé à Fouesnant le 15 mai 1944 en compagnie de 16 autres résistants.
Henri de Pimodan, né en 1911 à La Jumellière, lieutenant de vaisseau en 1940, s'engagea dans la Résistance et fut arrêté par la Gestapo le 5 février 1944 ; torturé, il fut déporté au camp de concentration de Ludwiglust où il décéda le 18 avril 1945.
Dans la nuit du 4 au 5 août 1944, un parachutage d'armes eut lieu à Langolen dans des champs dégagés à cet effet et dénommés du nom de code "Terrain Camembert" au profit d'un groupe de résistants dirigé par le commandant FFI Philibert, installé là provisoirement avant d'aller libérer Quimper.

#### L'après-Seconde guerre mondiale
La modernisation n'a fait sentir ses effets que tardivement à Langolen : si le premier téléphone est installé le 26 juin 1923, il faut attendre l'après-Seconde guerre mondiale pour voir peu à peu les équipements modernes parvenir à Langolen : le bourg de Langolen est électrifié le 13 août 1948 (les hameaux de campagne le sont plus tardivement) et la décennie 1960 pour voir le bitumage des routes vicinales, puis des chemins ruraux menant aux fermes. Le réseau d'eau courante n'a commencé à être installé, d'abord dans le bourg, qu'à partir de 1967.

### LeXXIesiècle

#### L'opposition aux barrages écréteurs de crue
Le SIVALODET, syndicat mixte chargé de la gestion du bassin versant de l'Odet, à la demande principalement de la ville de Quimper qui souffre d'inondations chroniques dues pour partie aux crues de l'Odet, projette la création de petits barrages écréteurs de crue en amont de Quimper et particulièrement à Langolen, Landudal et Coray, ce qui soulève des protestations de la part d'une partie des habitants et des municipalités concernées, et particulièrement à Langolen.

## Politique et administration

### Liste des maires
| Période                           | Identité                      | Parti         | Qualité |  |
| --------------------------------- | ----------------------------- | ------------- | --- |  |
| 9 mars 1790 - 18 octobre 1792     | Yves Boudéhen                 |               | Du Pérenté. |  |
| 18 octobre 1792 - ?               | Yves Deniel                   |               | De Pen-ar-Hoat. |  |
| ? - 14 février 1795               | Yves Briand                   |               | De Coat-Goën. |  |
| 14 février 1795 - 1799            | Joseph Le Goïc                |               | De Kerrun. |  |
| 13 décembre 1799 - 1804           | René Péron                    |               | Du Leurré. |  |
| 1804 - 1815                       | François Le Pétillon          |               | Du Letty. |  |
| 21 mai 1815 - juillet 1816        | Corentin Le Coze              |               | |  |
| 1816 - 1832                       | Yves Le Gourlay               |               | De Keredern. |  |
| 1er février 1832 - 1835           | Joseph Le Ster                |               | |  |
| 1835 - 1848                       | Yves Le Gourlay               |               | De Keredern. |  |
| 30 juillet 1848 - 13 janvier 1866 | Jean Barré                    |               | Cultivateur au bourg. Meurt dans l'exercice de ses fonctions.                                                                                               |  |
| 29 janvier 1866 - 21 janvier 1878 | Joseph Péron                  |               | |  |
| 21 janvier 1878 - 15 mai 1892     | Yves Barré                    | Républicain   | Marchand au bourg. |  |
| 15 mai 1892 - mai 1900            | Noël Boulis                   | Réactionnaire | Agriculteur au Leuré. |  |
| mai 1900 - 2 septembre 1902       | Jean-Baptiste Mahé            | Réactionnaire | Agriculteur à La Villeneuve. Révoqué par le préfet du Finistère en raison de son refus de construire une nouvelle école publique.                           |  |
| 23 novembre 1902 - juin 1904      | Yves Barré                    | Républicain   | Marchand au bourg. |  |
| juin 1904 - 12 juillet 1914       | Jean-Baptiste Mahé            | Réactionnaire | Révoqué par le président de la République Raymond Poincaré en raison de sa négligence dans l'exercice de ses fonctions (en fait à cause de son alcoolisme). |  |
| août 1914 - 30 novembre 1919      | Henri Jacq                    |               | |  |
| 30 novembre 1919 - 19 mai 1925    | Jean Bleuzen                  | Républicain   | Ce maire savait à peine lire et écrire ; c'est René Le Coroller, un simple conseiller municipal, qui dirige en fait la municipalité.                        |  |
| 19 mai 1925 - 22 juillet 1944     | Comte René d'Espiès           |               | |  |
| mai 1945 - octobre 1947           | Marie-Thérèse de La Grandière |               | Veuve du comte René D'Espiès. L'une des premières femmes maires de France.                                                                                  |  |
| octobre 1947 - 1953               | Pierre Auffret                |               | De Kerautret. La commune est électrifiée pendant son mandat.                                                                                                |  |
| 1953 - 1954                       | Hervé Feunteun                |               | |  |
| 1954 - 1959                       | Pierre Collorec               |               | Commerçant (coiffeur, chaussures, café-tabac). |  |
| 1959 - 1965                       | Hervé Feunteun                |               | |  |
| 1965 - 1983                       | Pierre Collorec               |               | |  |
| 1983 - 1989                       | Jean Pennanéac'h              |               | |  |
| 1989 - 14 mai 1991                | Hervé Morvan                  |               | Chef d'entreprise. Démissionne à cause de l'« affaire Keropus »                                                                                             |  |
| 1991 - 1995                       | Jean Pennanéac'h              |               | |  |
| 1995 - 2008                       | Didier Hervé                  | Centre-gauche | Cadre de préfecture |  |
| 2008 - 2015                       | Didier Roignant               | DVG           | Technicien de maintenance. Démissionne en juillet 2015. |  |
| 2015 - en cours                   | Jean-René Cornic              |               | Agriculteur. |  |

## Démographie
| 1793 | 1800 | 1806 | 1821  | 1831 | 1836 | 1841 | 1846 | 1851 |
| ---- | ---- | ---- | ----- | ---- | ---- | ---- | ---- | ---- |
| 726  | 591  | 899  | 1 107 | 882  | 876  | 906  | 922  | 911  |

| 1856 | 1861 | 1866 | 1872 | 1876 | 1881 | 1886 | 1891  | 1896  |
| ---- | ---- | ---- | ---- | ---- | ---- | ---- | ----- | ----- |
| 934  | 944  | 940  | 912  | 963  | 992  | 995  | 1 154 | 1 238 |

| 1901  | 1906  | 1911  | 1921  | 1926  | 1931  | 1936  | 1946 | 1954 |
| ----- | ----- | ----- | ----- | ----- | ----- | ----- | ---- | ---- |
| 1 248 | 1 206 | 1 176 | 1 023 | 1 056 | 1 053 | 1 076 | 979  | 898  |

| 1962 | 1968 | 1975 | 1982 | 1990 | 1999 | 2005 | 2006 | 2010 |
| ---- | ---- | ---- | ---- | ---- | ---- | ---- | ---- | ---- |
| 833  | 773  | 692  | 641  | 648  | 684  | 744  | 775  | 881  |

| 2015 | 2020 | 2022 | - | - | - | - | - | - |
| ---- | ---- | ---- | - | - | - | - | - | - |
| 868  | 854  | 839  | - | - | - | - | - | - |

Commentaire : La population de Langolen a augmenté presque constamment pendant tout le XIXe siècle, passant de 591 habitants en 1800 à 1248 habitants en 1901 (+ 657 habitants, soit +  111 % en 101 ans), année de la population maximale jamais enregistrée (entre 1867 et 1903, Langolen enregistre une moyenne d'environ 45 naissances chaque année, contre une quinzaine en moyenne pendant la première décennie du XXIe siècle); en raison d'un important exode rural, la population décline ensuite fortement jusqu'en 1982 (- 607 habitants, soit - 48,6 % en 81 ans); depuis cette date, la relative proximité de Quimper, distante de 16 km, explique une certaine reprise démographique (+ 243 habitants entre 1982 et 3011, soit + 37,9 % en 29 ans) engendrée par l'amorce d'une périurbanisation.
Entre 1999 et 2010, la population de Langolen s'est accrue davantage grâce à une immigration nette (+ 1,7 % l'an en moyenne annuelle) qu'en raison d'un solde naturel toutefois également positif (+ 0,6 % l'an en moyenne annuelle), le taux de natalité (6,5 pour mille entre 1999 et 2010) restant nettement supérieur au taux de mortalité (10,2 pour mille pendant la même période). Ce n'était pas le cas par le passé. par exemple, pour la période intercensitaire 1968-1975, la commune enregistrait une émigration nette (- 1,0 % l'an, un solde naturel lui aussi négatif (- 0,6 % l'an), le taux de mortalité (16,9 pour mille) étant alors nettement supérieur au taux de natalité (10,9 pour mille). On assiste à un net rajeunissement de la population (29,4 % de 0 à 19 ans en 2010 et 13,3 % de 65 ans et plus en 2010 en raison d'une importante augmentation du nombre des résidences principales passées de 264 en 1990 à 366 en 2010 en raison de l'installation de nombreux jeunes couples migrants pendulaires. L'habitant est essentiellement formé de maisons individuelles (96,4 % du total des logements en 2010) et les résidences secondaires sont assez peu nombreuses (21, soit 5 % du total des logements, en 2010).

## Langue bretonne
Le conseil municipal a voté la charte Ya d'ar brezhoneg le 24 novembre 2017.

## Monuments
- Le menhir de Stang Lévénez date du néolithique : c'est le plus ancien monument de la commune.
- L'église paroissiale Saint-Gunthiern, de style néo-gothique flamboyant, date pour partie du XVe siècle (le porche nord) et du XVIe siècle (façade et clocher), mais date pour l'essentiel de 1843-1844 lors de sa restauration par l'architecte diocésain Joseph Bigot, à qui l'on doit le transept, les deux sacristies et la chapelle des fonts baptismaux. Son plan est en forme de croix latine à trois vaisseaux et à cinq travées. Son portail est surmonté d'un arc en anse de panier[76]. L'église abrite les statues de saint Gunthiern, saint Magloire[77] et une Pietà[31].

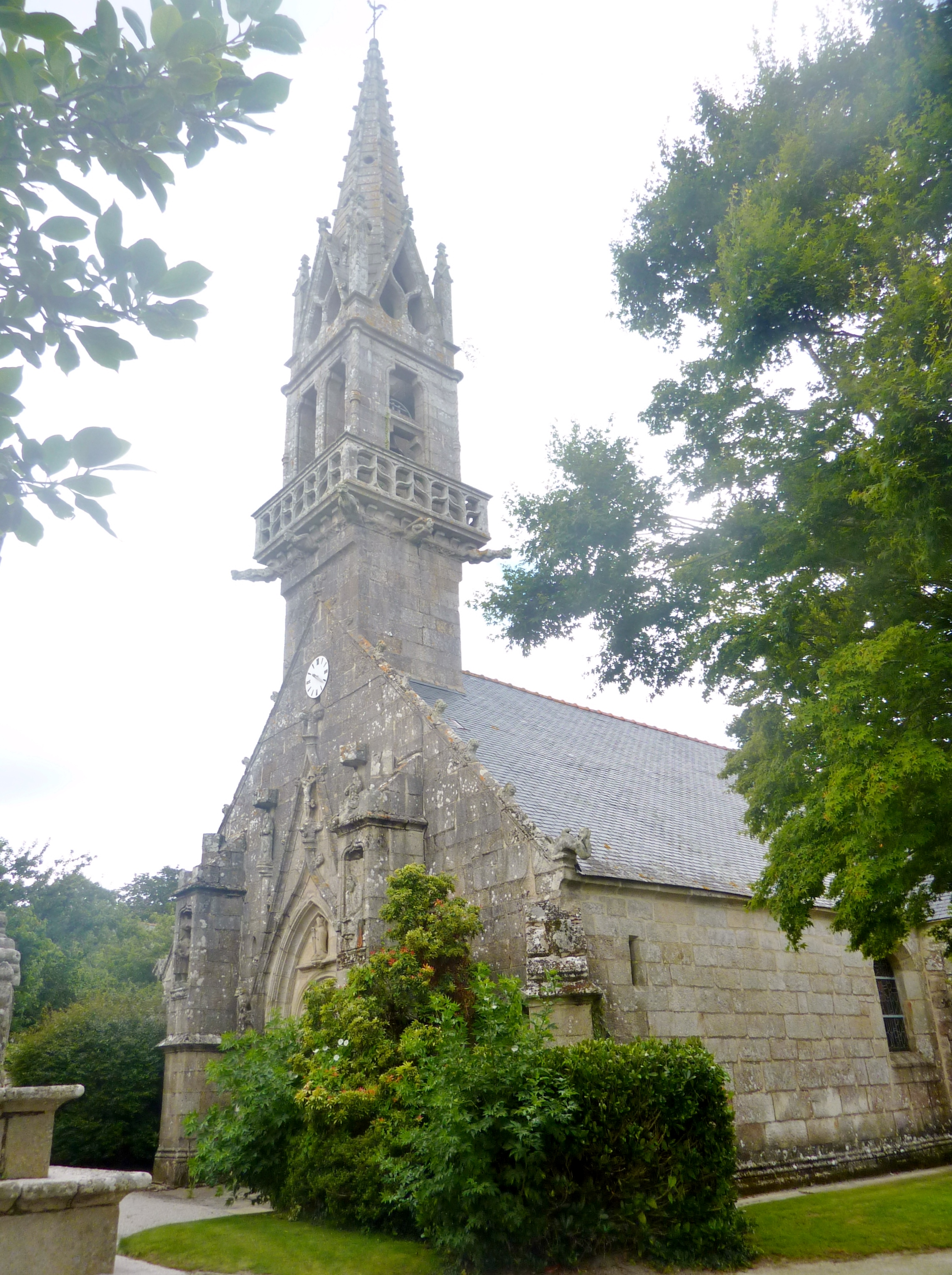
Le clocher de l'église.
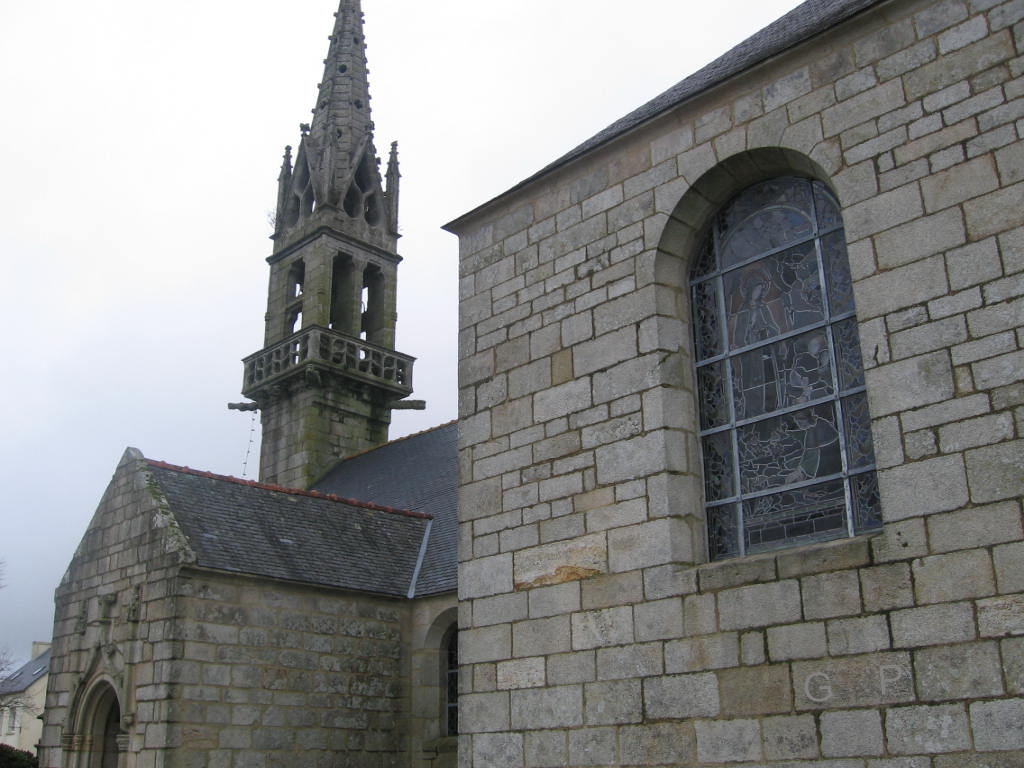
Vue partielle de l'église.
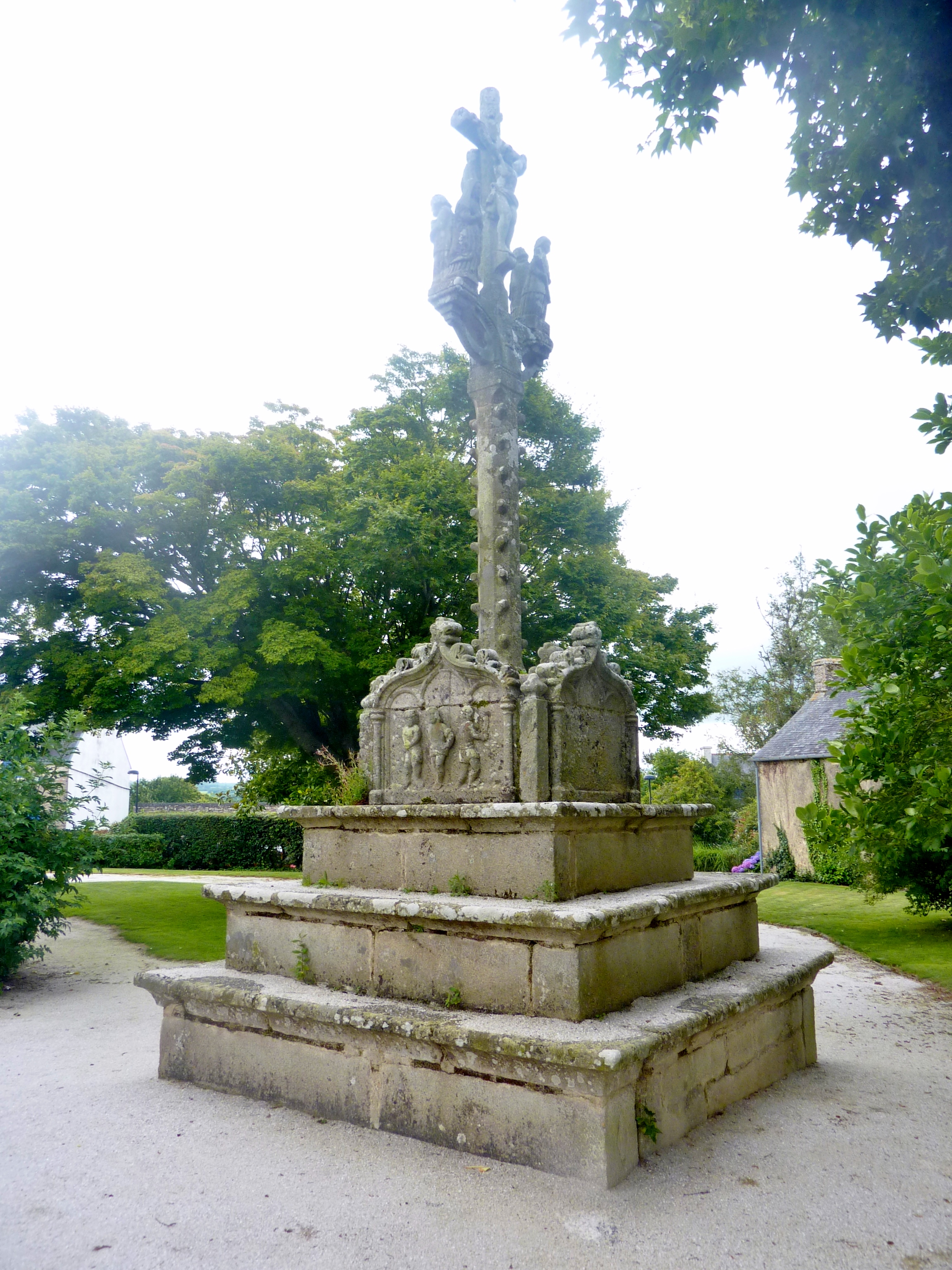
Langolen : le calvaire de l'enclos paroissial (XVe siècle).

- Le calvaire de l'enclos paroissial date du XVe siècle ; le panneau situé à sa base représente en relief la Flagellation, le Couronnement d'épines et le Portement de croix ; son fût possède des statues géminées représentant entre autres la Vierge et saint Jean.
- Sept autres croix et calvaires se trouvent à Langolen[78] : la croix de Kerrun, la croix du cimetière, la Croix-Rouge (date de 1867 et 1903), la croix du porche de l'église et la croix de Saint-Huel, qui date du XVIe siècle, mais qui a malheureusement été vandalisée en 2007[79] ; la croix de Poulparcou date de 1640, mais a été remaniée au XIXe siècle ; elle possède un triskell à son sommet[80]. Le calvaire de Kroas ar Vossen (la « Croix de la Peste »)[81] remonte à 1598, année où il aurait été édifié par le seigneur de La Villeneuve pour protéger Langolen de la peste. Il a été remonté dans le bourg en 1935 pour commémorer la mission de 1935 ; en décembre 2023 il a été acheté par la commune et va pouvoir bénéficier d'un aménagement paysager.
- Trois fontaines sacrées existent à Langolen : la fontaine de Saint-Duel, celle de Saint-Gunthiern et la fontaine Saint-Yves.
- Le château de Trohanet et son parc, classés monument historique par arrêté du 9 novembre 2001, propriété depuis 1988 de Baudoin de Pimodan, sont ouverts l'été au public, sur rendez-vous[82]. Le château actuel est composé d'une façade datant du début du XVIIIe siècle adossée aux restes d'un manoir datant du XVe siècle ; les pavillons de côté ont été refaits  vers 1880 et des dépendances construites à la même époque. Le parc paysager a été dessiné par les frères Bühler en 1872[83].Les travaux d'exécution ont été achevés en 1900. Le château fut acquis de la famille Tréouret de Kerstrat, en 1851, par le futur amiral Pierre-Paul de La Grandière, aïeul de l'actuel propriétaire. Le ruisseau qui traverse l'étang en son milieu départage la commune de langolen de celle de Briec sur laquelle se trouve le château.

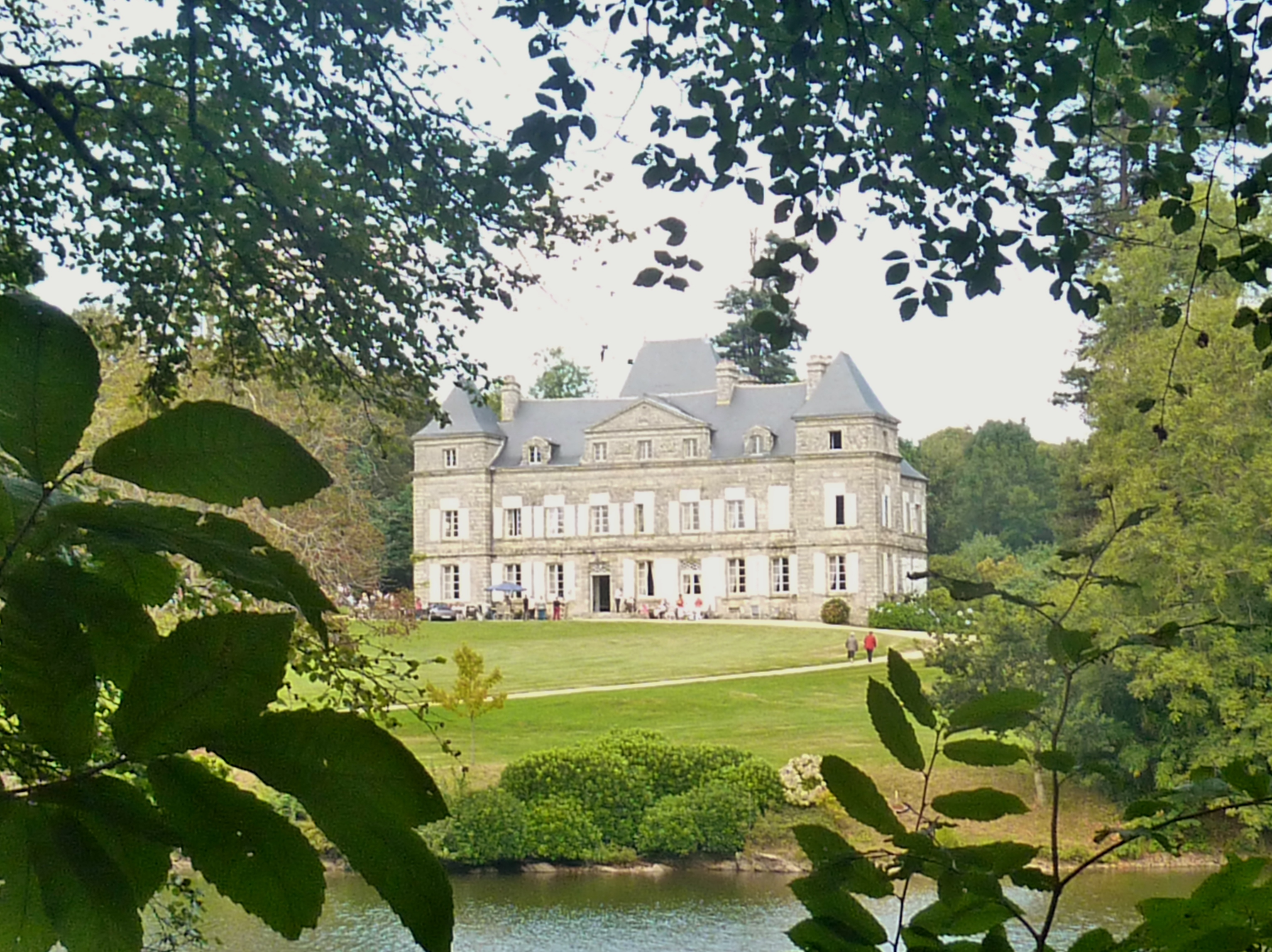
Le château de Trohanet : vue d'ensemble 1.
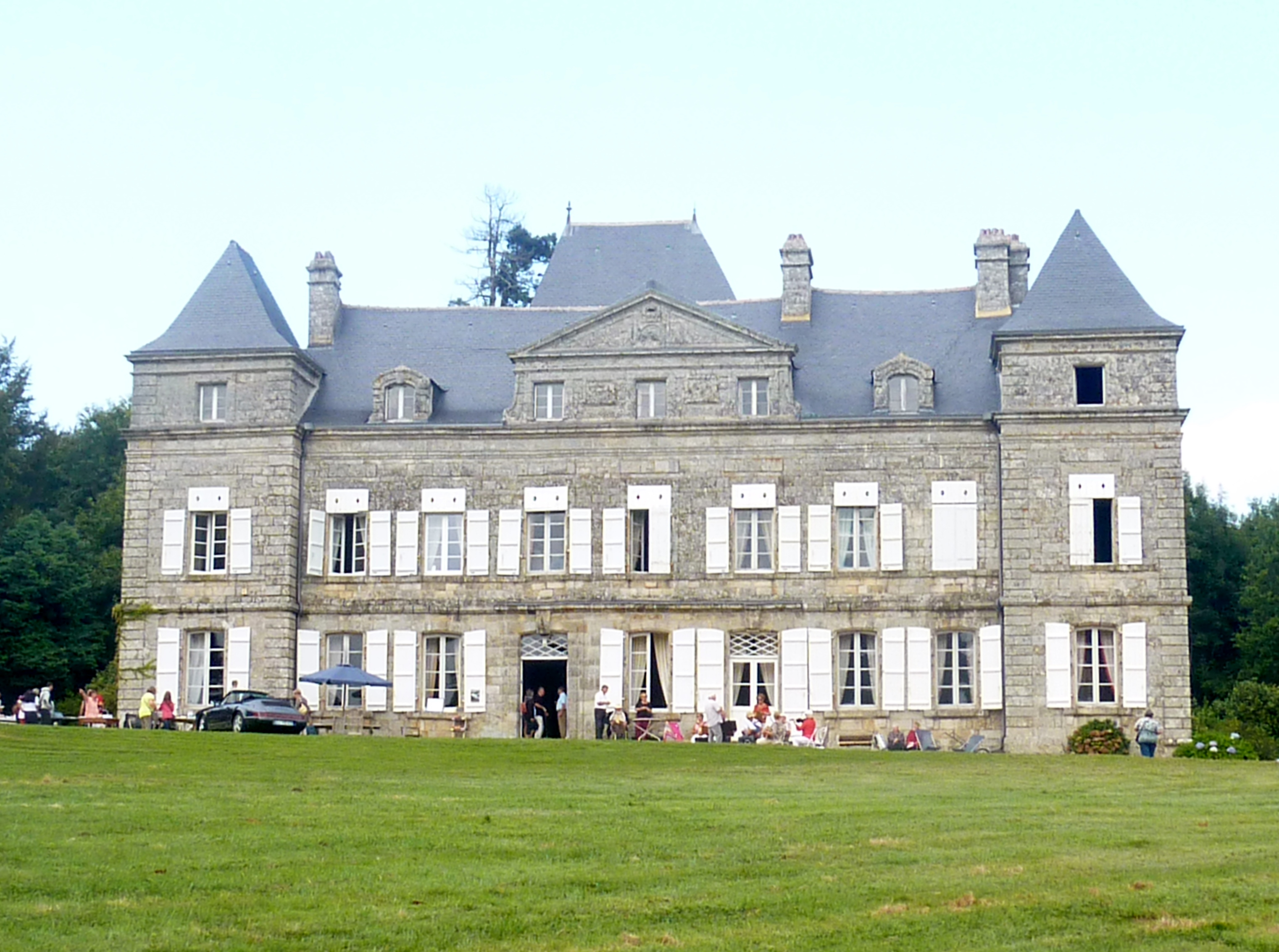
Le château de Trohanet : vue d'ensemble 2.
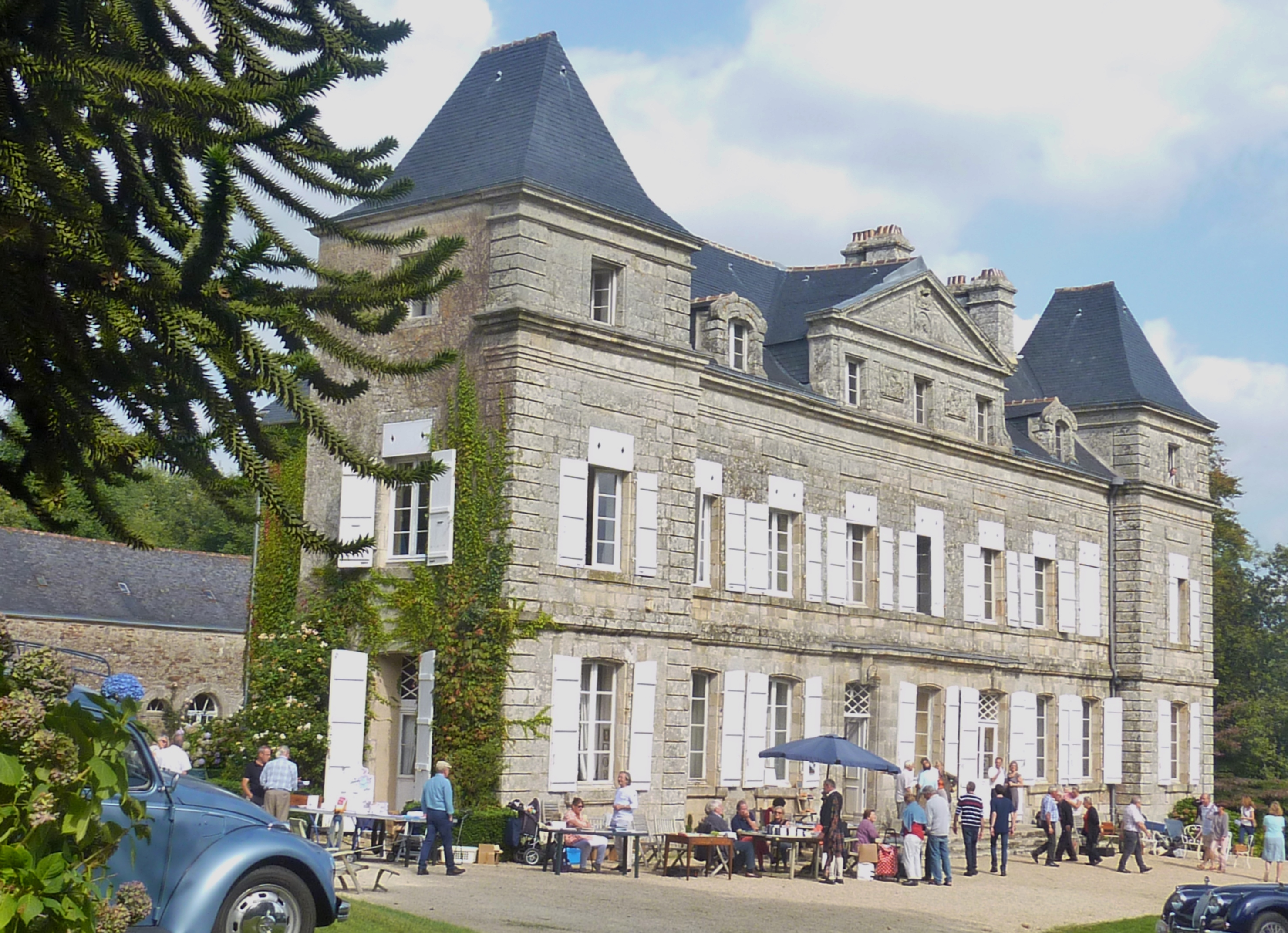
Le château de Trohanet : vue d'ensemble 3.
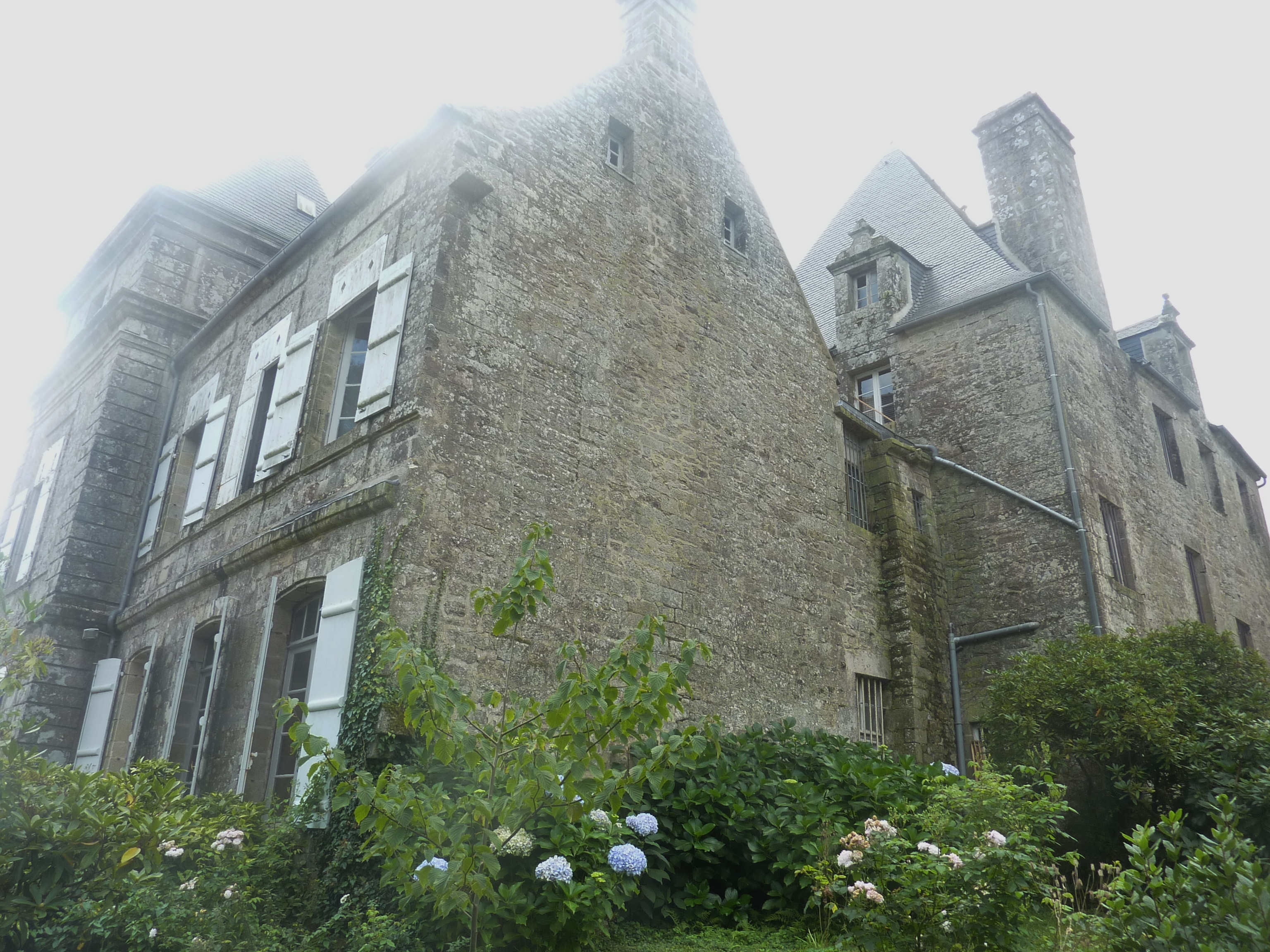
Le château de Trohanet : l'arrière.
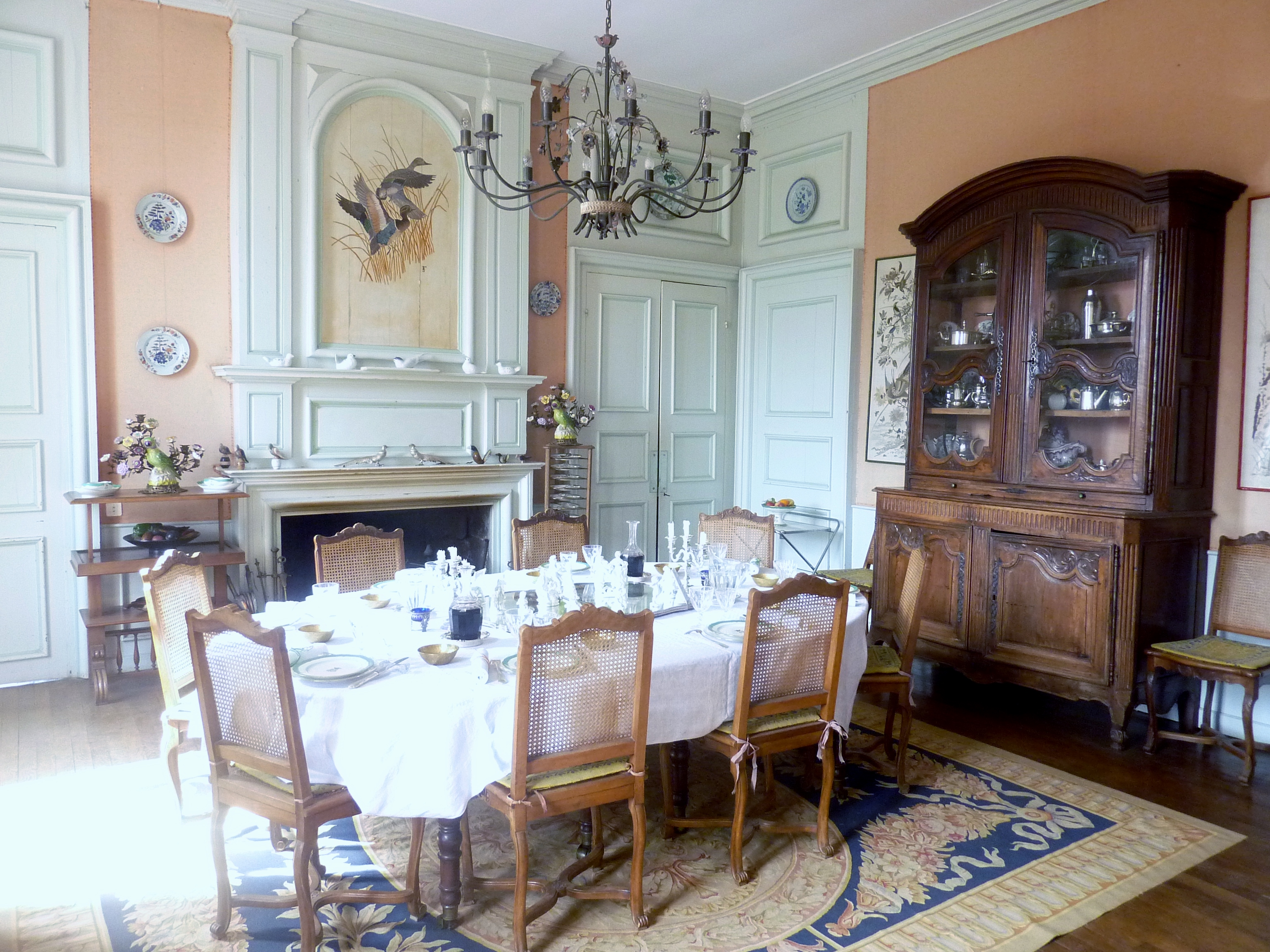
Le château de Trohanet : la salle à manger.
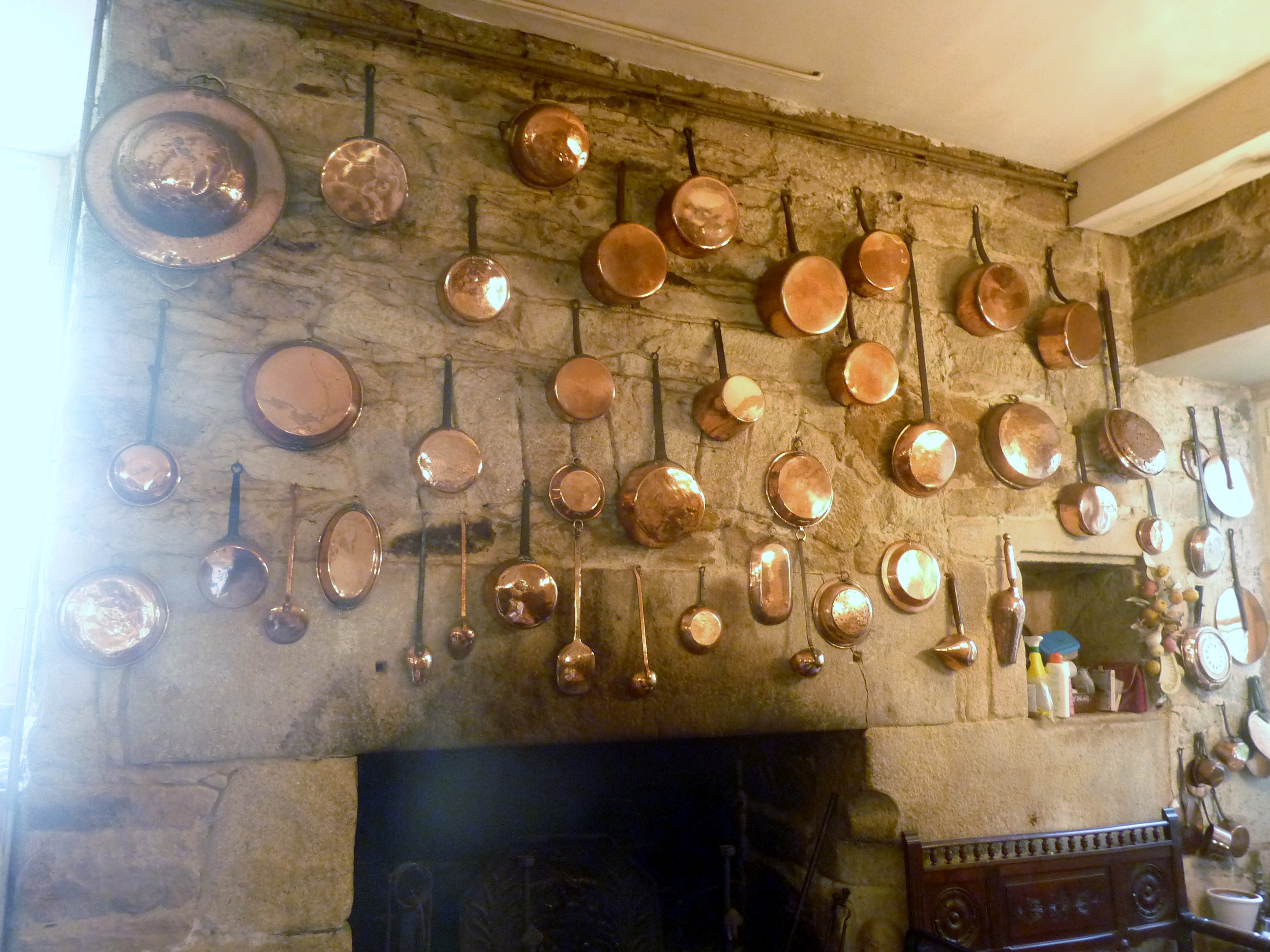
Le château de Trohanet : la cuisine.
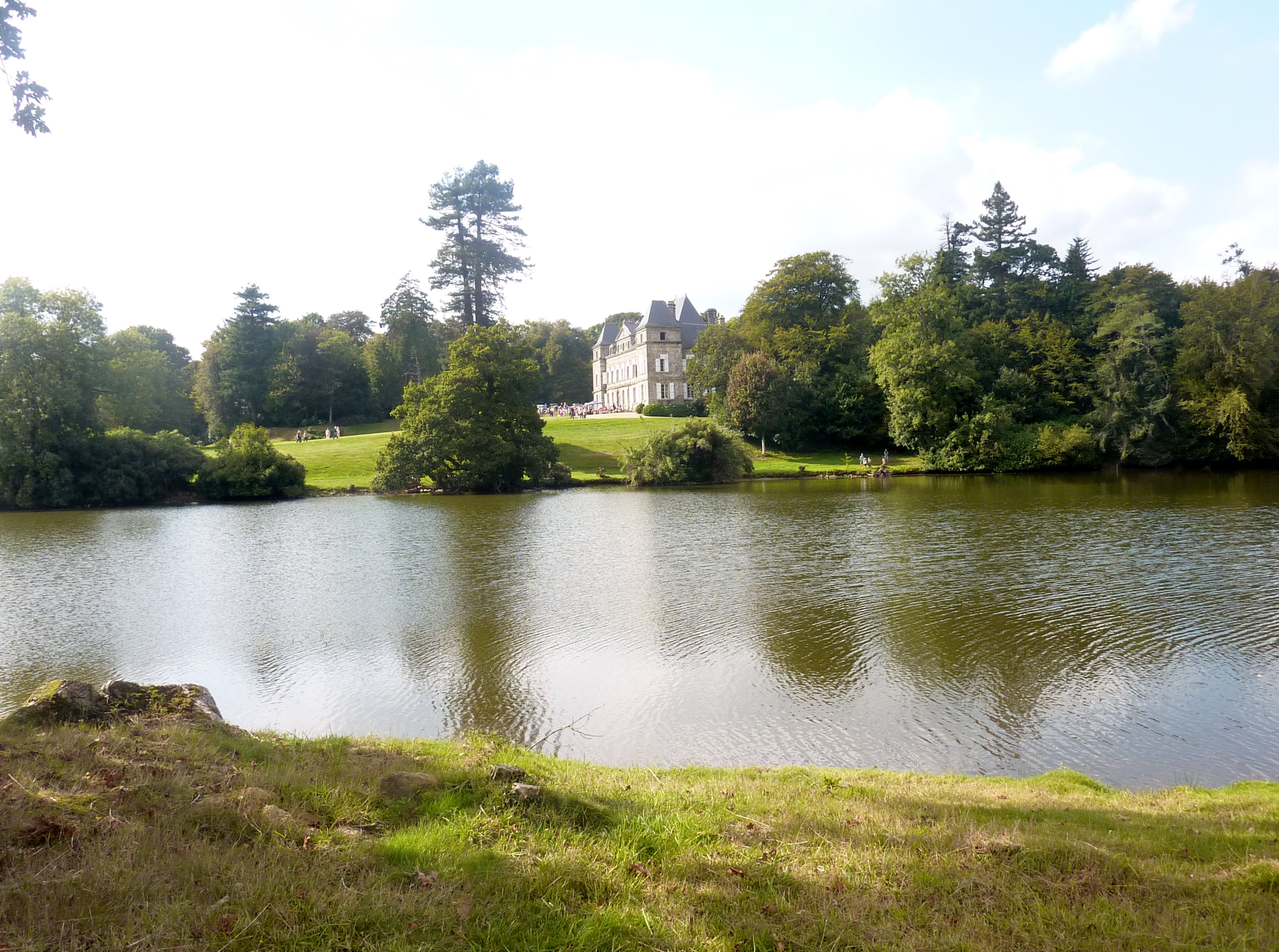
Le château de Trohanet : l'étang et, en arrière-plan, le château 1.
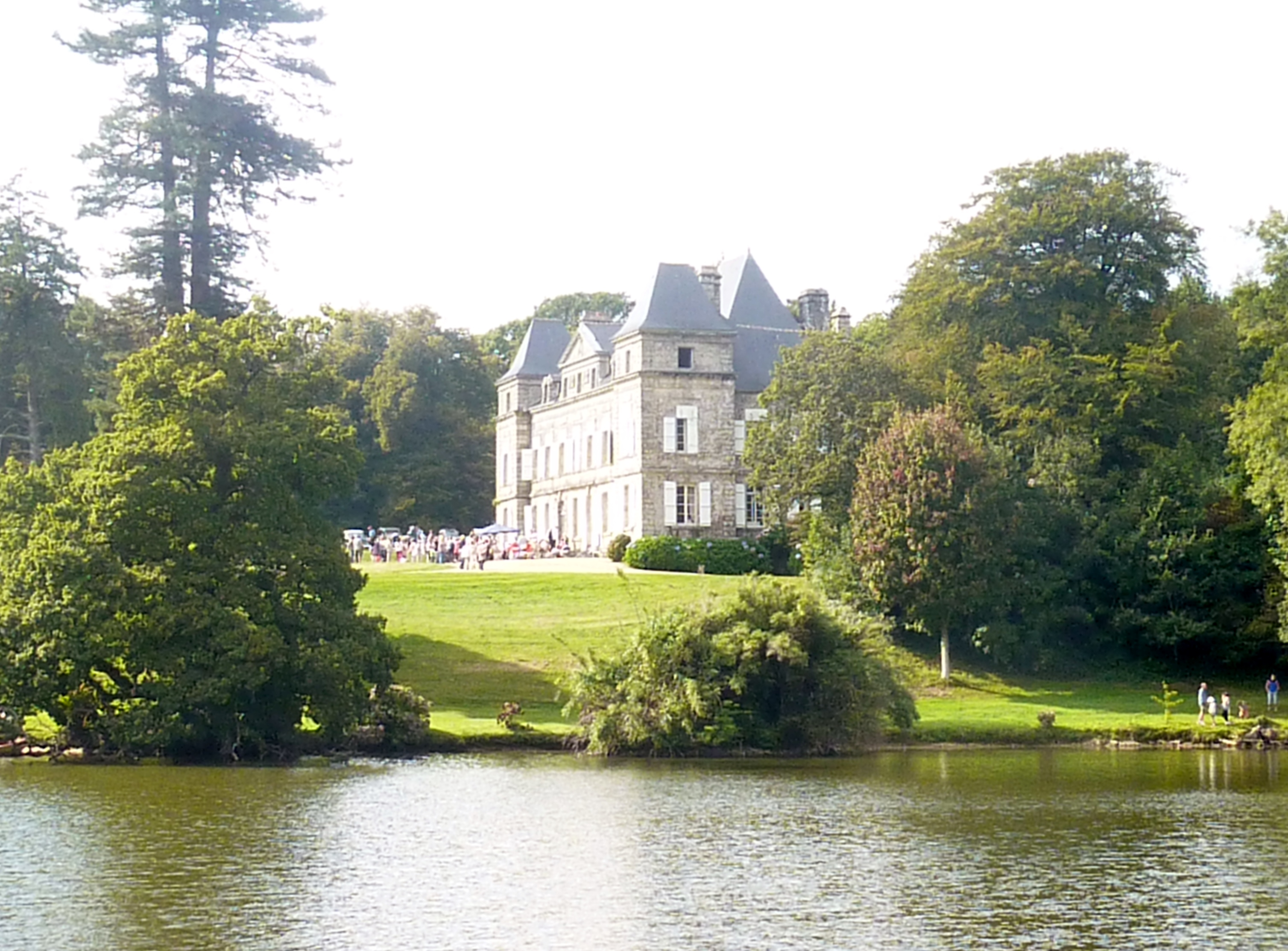
Le château de Trohanet : l'étang et, en arrière-plan, le château 2.
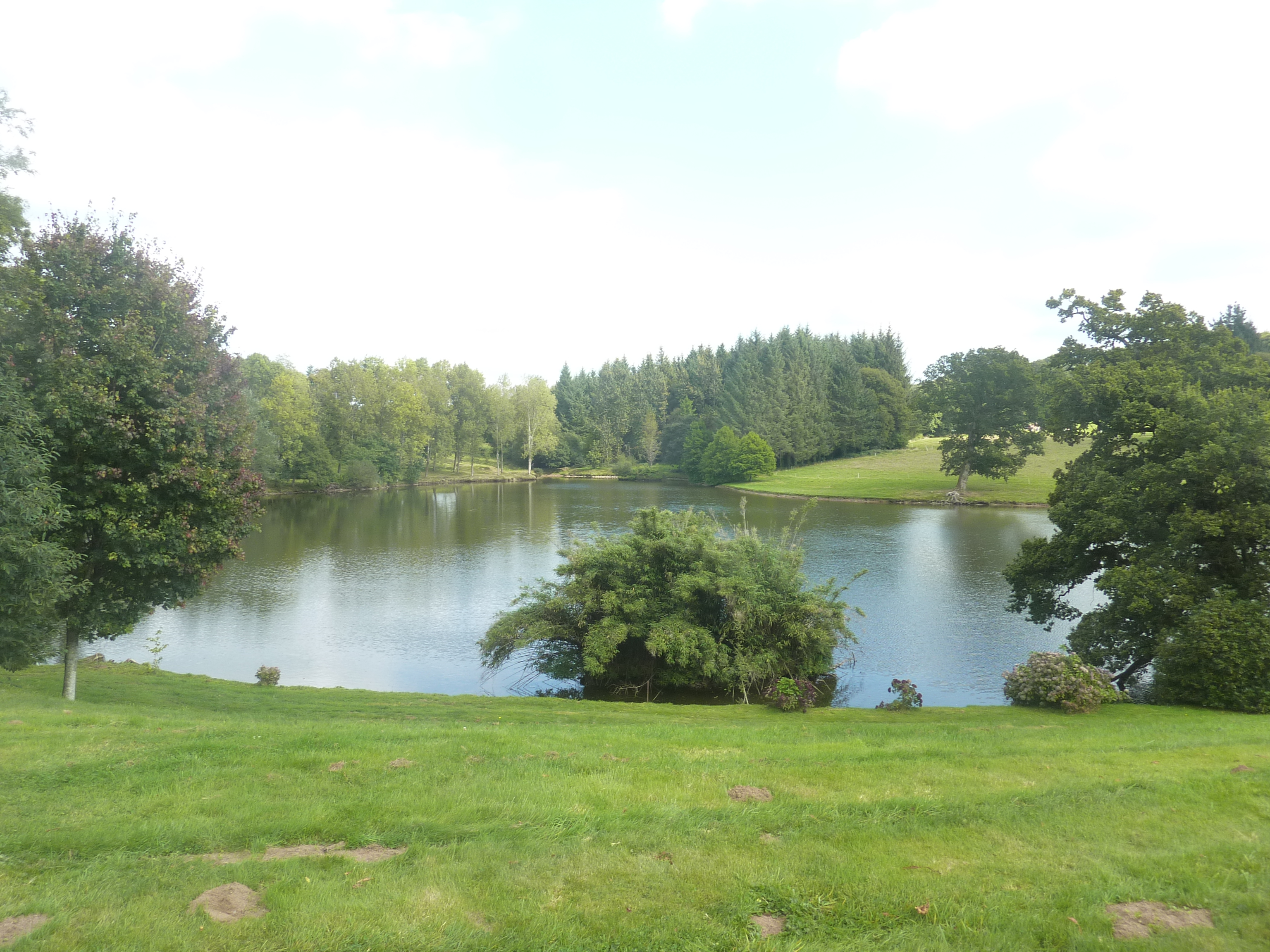
Le château de Trohanet : l'étang devant le château.
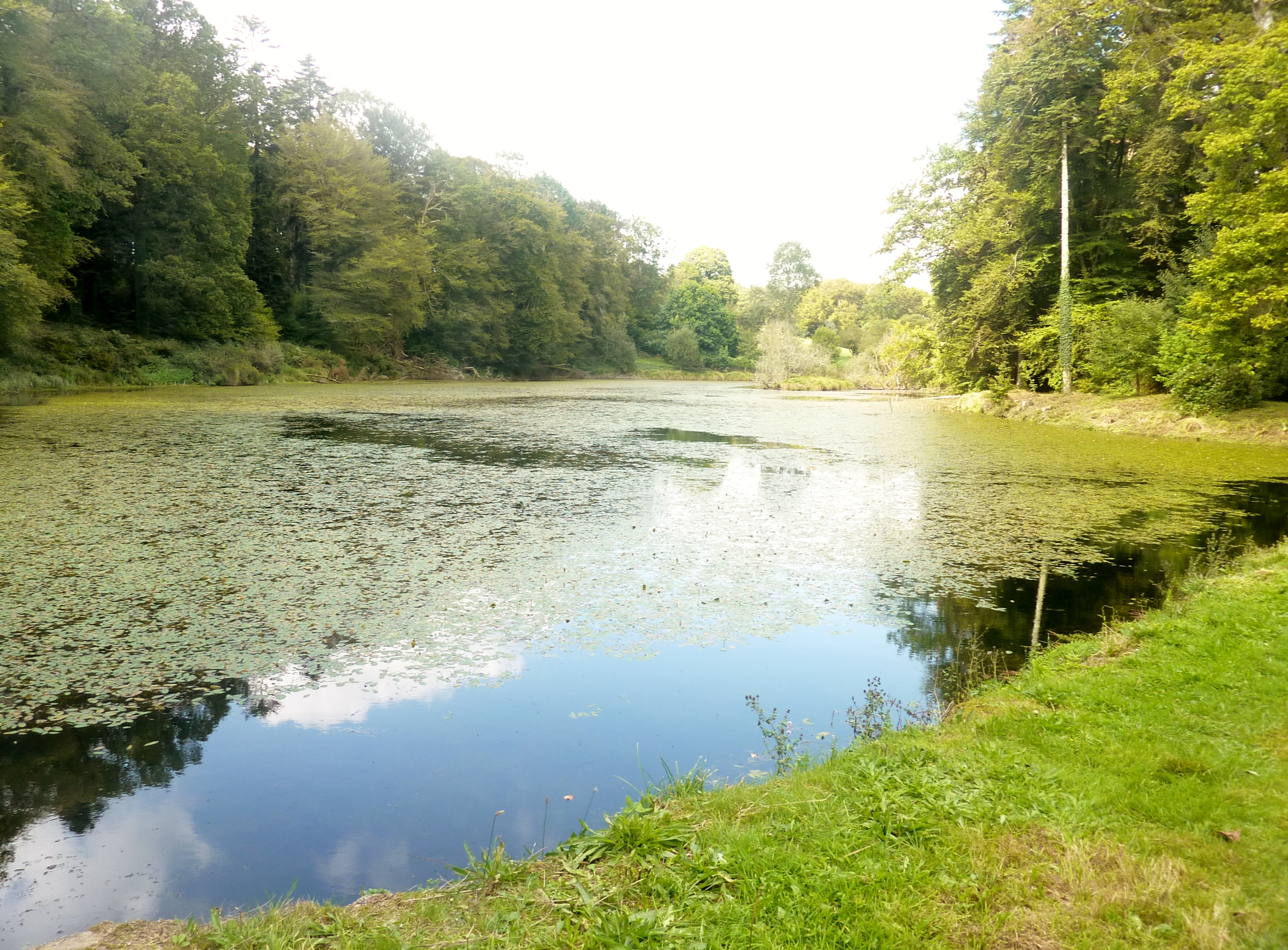
Le château de Trohanet : le deuxième étang situé plus en amont.

- Les manoirs de Koad Koinet de Kernevez, les fermes de Keraotret, Al Laeti et de Kerzoualen et le moulin de Meilh Gerguz sont d'autres éléments du patrimoine communal.
- Le cimetière animalier "Douar eñvor" ("Terre du souvenir" en français), ouvert en septembre 2020[84].

## Personnalités liées à la commune
- Marie de Kerstrat, nom d'usage de Marie de Tréouret (1841-1920), pionnière du tourisme dans la région de Pont-l'Abbé et de la diffusion des spectacles cinématographiques au Canada et aux États-Unis.
- Pierre-Paul de La Grandière (1807-1876) : officier de marine, il fut nommé gouverneur de la Cochinchine en 1862. Élu conseiller général du canton de Briec, il décède à Quimper. Il est enterré au cimetière de Langolen. Plusieurs avisos de la marine nationale portèrent successivement son nom. C'est lui qui acheta Trohanet, en 1852, à la famille Treouret de Kerstrat.
- René Scordia, né le 25 mai 1906 à Langolen, décédé le 26 septembre 1928 à Lorient, célèbre lutteur breton. Il fut champion de lutte bretonne toutes catégories au Championnat interceltique de Cardiff, mais se tua en faisant un double saut périlleux pour remercier le public qui l'applaudissait lors d'un concours à Lorient. Il fut inhumé à Langolen. Son nom a été donné au stade municipal de Langolen.
- Hervé Legrand, théologien dominicain, y est né le 5 octobre 1935.